# McDonnell Douglas F-15E Strike Eagle
Il McDonnell Douglas F-15E Strike Eagle (aquila d'attacco in inglese) è un cacciabombardiere biposto sviluppato a partire dall'F-15 Eagle e prodotto, sul finire degli anni ottanta, dall'azienda statunitense McDonnell Douglas.
Progettato per svolgere compiti d'interdizione aerea ed attacco al suolo, ha effettuato il suo primo volo l'11 dicembre 1986 entrando in servizio nell'USAF nel 1989. Utilizzato in tutti i conflitti a partire dalla prima Guerra del Golfo nel 1990, è in grado di operare autonomamente in territorio ostile; sostituisce, nelle file dell'United States Air Force, l'F-111 Aardvark.

## Storia del progetto
Nel marzo 1981, la United States Air Force diramò il bando di concorso per il programma ETF (Enhanced Tactical Fighter) in cui si richiedeva la realizzazione di un nuovo velivolo volto a sostituire le prime batch dell'Aardvark; il requisito iniziale reso noto dalle autorità, fu di 392 esemplari. 
 Secondo quanto redatto nel bando, il velivolo doveva essere in grado di compiere missioni di lunga durata su territorio ostile, senza che si rendesse necessaria, in sua protezione, la presenza di altri aeromobili di scorta o da guerra elettronica.

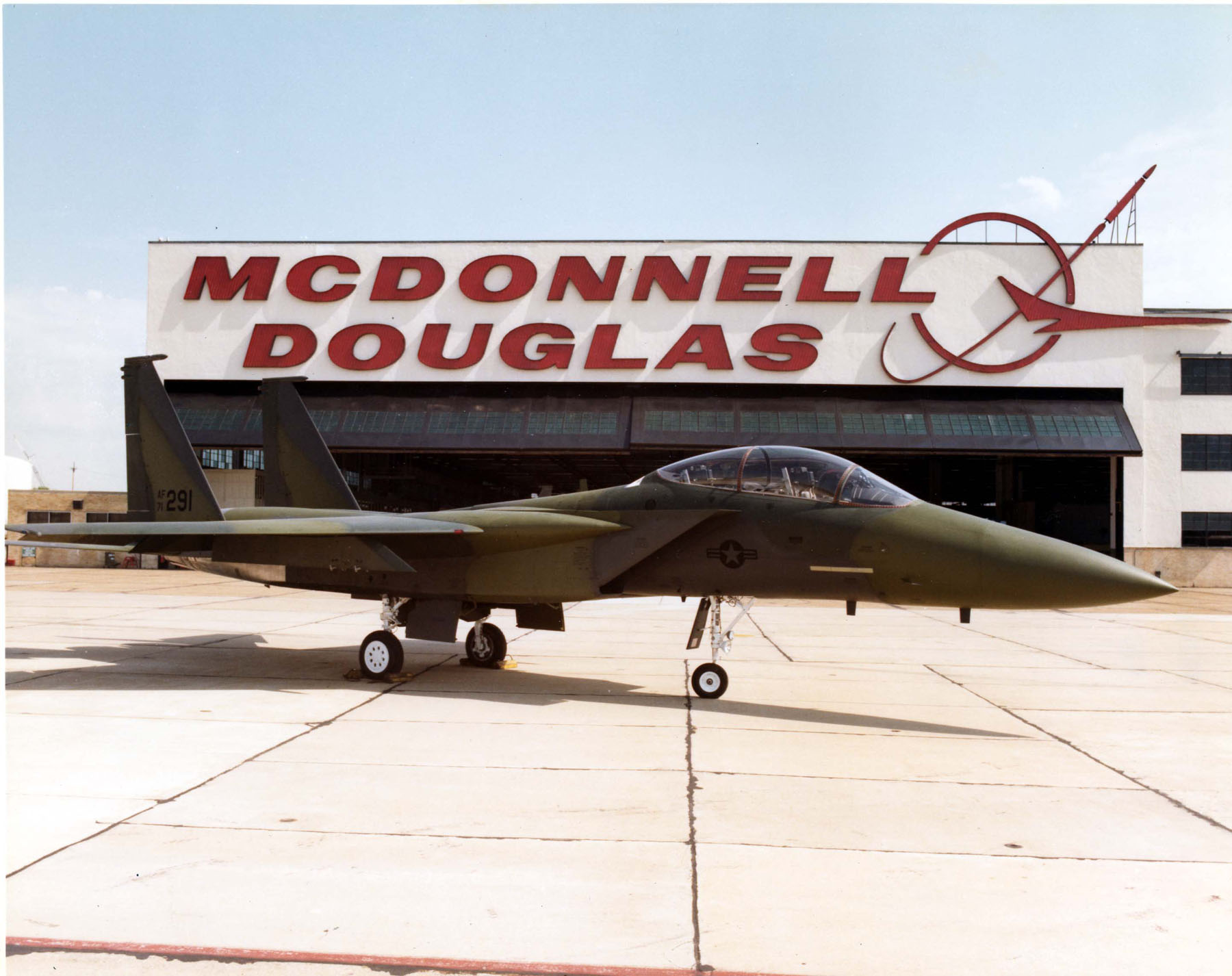
LF-15E 71-0291, ripreso dinnanzi allo stabilimento della McDonnell Douglas. Fu il primo prototipo dello Strike Eagle.

La General Dynamics propose quindi l'F-16XL, velivolo derivato dal Fighting Falcon, mentre la McDonnell Douglas sottopose alla giuria una versione da attacco al suolo del caccia da superiorità aerea F-15 Eagle, frutto della proficua collaborazione con la Hughes Aircraft.

 Il 24 febbraio 1984, grazie ai minori costi di progettazione ed ai maggiori margini di sviluppo dovuti all'utilizzo di una cellula di nuova concezione, l'USAF annunciò la vittoria dell'F-15E Strike Eagle.
Il primo volo avvenne l'11 dicembre 1986; il primo esemplare di serie venne consegnato al 405th AEW, di base in Arizona sulla Luke Air Force Base, nell'aprile 1988.

 L'F-15E, ricevette infine lo standard IOC (Initial Operational Capability) il 30 settembre 1989 sulla Seymour Johnson AFB, nella Carolina del Nord, con le insegne del 4th TFW e del 336th TSF.
In seguito agli importanti aggiornamenti avionici introdotti dall'F-15E Radar Modernization Program, riguardanti l'imminente installazione del radar AN/APG-82 AESA (Active Electronically Scanned Array) prodotto dalla Raytheon, il limite della vita operativa degli Strike Eagle è stato incrementato fino al 2025.
Attualmente, non essendo stato ancora designato il successore di questo velivolo, l'USAF ha indetto un concorso per lo sviluppo di un cacciabombardiere medio-pesante.

 Infatti al contrario dei Raptor, che rimpiazzeranno i rimanenti F-15C/D, i Lightning II non andranno a prendere il posto dello Strike Eagle poiché più adatti a svolgere missioni affidate ad altre tipologie di velivoli quali gli F-16 Fighting Falcon e gli A-10 Thunderbolt II.

### Ripresa della produzione
Nel bilancio del 2019, con il crescente costo dei caccia di ultima generazione, ci fu un dietrofront nei confronti dei caccia di Lockheed Martin a favore della rivale Boeing, con l'USAF che decise di ordinare la nuova versione del velivolo, ridesignata F-15EX. Questo risparmio spiegato in termini di risparmio economico piuttosto che di potenzialità tecniche del velivolo, fu 
riconducibile ai funzionari del Pentagono, che decisero di acquistare l’F-15X in parte perché era “leggermente meno costoso rispetto all’F-35” ma soprattutto perché “era più economico del 50% operativamente e aveva il doppio delle ore in termini di durata”.
A luglio 2020, infatti, ci fu il primo ordine per i nuovi Eagle.
Il 2 febbraio 2021, ha volato la nuova versione per l'USAF, denominata F-15EX. Questa versione sarà dotata di comandi fly-by-wire di nuova generazione, radar AESA Raytheon APG-82, calcolatore di missione ADCP-II (considerato il più potente al mondo), sistema di autoprotezione Eagle P/AWSS (Active/Passive Warning and Survivability System), carico bellico massimo di 13.400 kg ed autonomia di 4.815 km. Questo nuovo Eagle sarà il primo di 76 nuovi aerei (con approvvigionamento fino a 144 aerei), ordinati a luglio 2020 con un contratto del valore di 1,1 miliardi di dollari.
Il primo esemplare di F-15EX è stato preso in consegna dall'USAF il 10 marzo 2021.
Il 7 aprile 2021 l'USAF ha comunicato che l'F-15EX è stato nominato Eagle II.

## Tecnica
Lo Strike Eagle è un velivolo bimotore ad ala media dalla cui fusoliera spiccano le due inconfondibili derive di coda parallele. Nel corso della sua carriera, ha confermato la reputazione di aereo particolarmente versatile riuscendo ad ereditare le qualità aria aria e di autodifesa del suo predecessore. Ciò è un fatto non da poco, considerando che i particolari compiti di bombardamento (in gergo aeronautico deep strike), a cui era chiamato il nuovo F-15E, erano ben diversi da quelli di superiorità aerea originariamente richiesti all'Eagle.
Caratteristica del velivolo è la configurazione biposto in tandem, presente su ogni esemplare; la postazione posteriore ospita il WSO (Weapon Systems Officer) il quale, ricoprendo anche il ruolo di navigatore, ha il compito di gestire le apparecchiature durante le operazioni aria suolo. Il "wizzo" inoltre, ha a disposizione vari display multifunzione sui quali vengono visualizzate le informazioni provenienti dal radar, dalle ECM (Electronic Counter Measures), dai pod di navigazione infrarossa, e dal Global Positioning System.

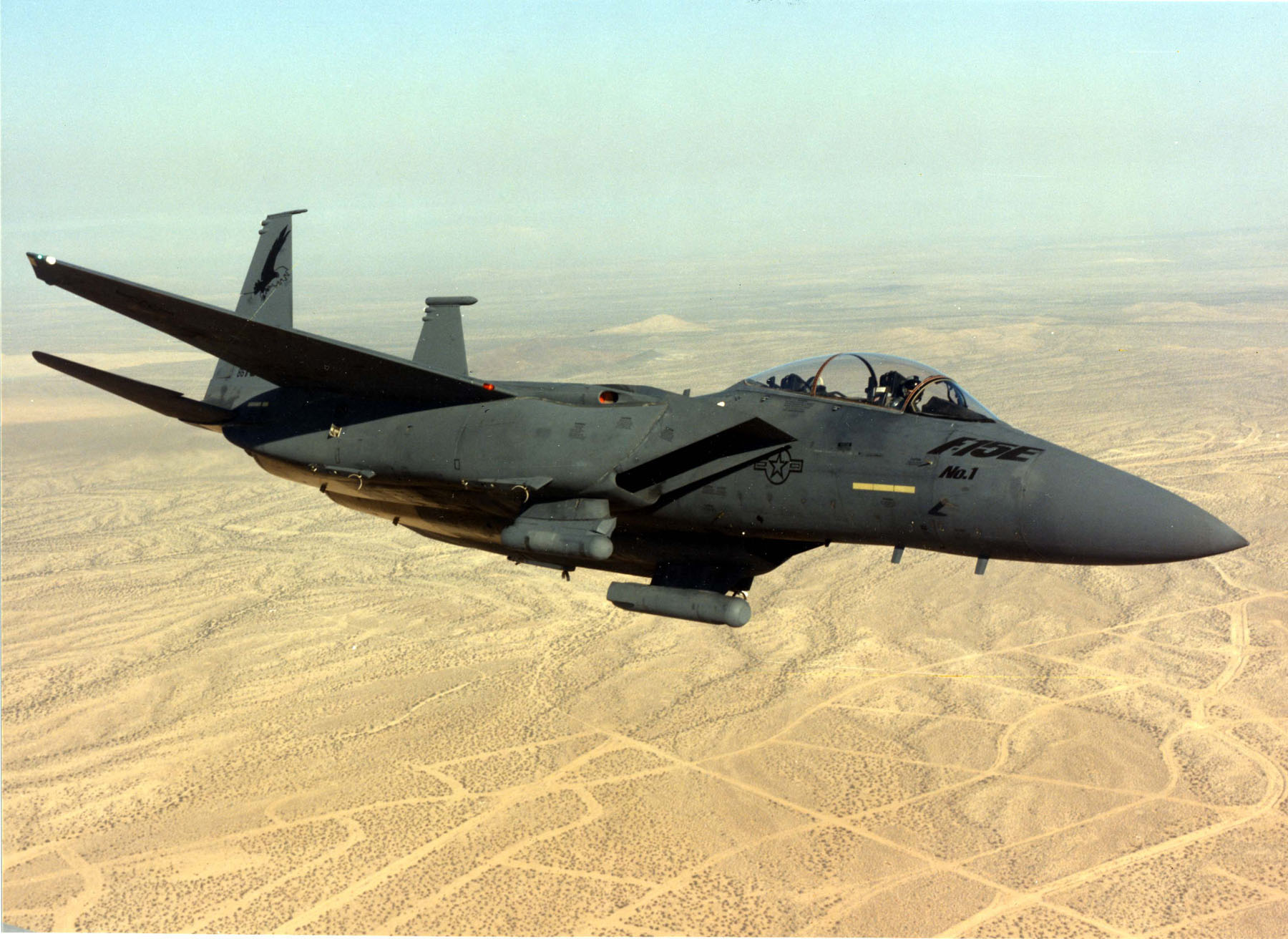
Il primo esemplare di serie dellF-15E Strike Eagle, in volo.

Sfruttando le capacità del radar AN/APG-70, oggi in fase di sostituzione con il più moderno AN/APG-82 AESA, il sistema di puntamento permette all'equipaggio di ingaggiare simultaneamente più bersagli sia a terra che in aria: ciò è possibile grazie alla memorizzazione dell'area bersaglio che, pur rimanendo sotto la supervisione del WSO, permette al pilota di commutare il sistema in modalità aria-aria rilevando ed ingaggiando le eventuali minacce aeree.
La dotazione avionica base, inoltre, prevede l'utilizzo di due pod LANTIRN (Low Altitude Navigation and Targeting Infra-Red for Night), montati esternamente al velivolo; questi permettono di volare a basse altitudini, in ogni condizione climatica e di luce, facilitando la localizzazione e la successiva neutralizzazione dei bersagli, fino a circa 15 km di distanza, usufruendo di numerose tipologie di armi guidate e non.

 Utilizzato in modalità notturna, il sistema proietta sull'Head-Up Display le immagini riprese dai pod ovviando allo scarso visus del pilota in condizioni di volo simili.

 Un INS (Inertial Navigation System), infine, si appoggia ad un giroscopio laser per monitorare costantemente la posizione del velivolo aggiornando strumentazione e la mappa digitale sui display multifunzione; altre funzioni del software di bordo, permettono anche la diagnostica del velivolo e l'operatività delle armi imbarcate. 
 La suite avionica si completa attorno al TEWS (Tactical Electronic Warfare System) pacchetto che integra tutti gli apparati di difesa, attivi e passivi, dell'aereo: 
 RWR (Radar Warning Receiver); 
 ALQ-131 ECM (Radar jamming); 
 Chaff e Flare.
A differenza dei precedenti aerei da combattimento, come l'F-14 Tomcat e l'F-4 Phantom II, l'abitacolo posteriore dello Strike Eagle è dotato di stick, controlli motore e strumentazione di volo completa, rendendo possibile anche al WSO di prendere il controllo del velivolo in qualsiasi evenienza.

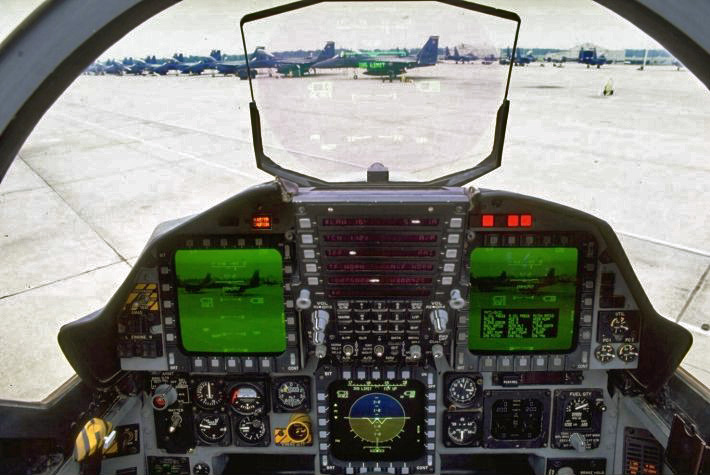
Il cockpit, riservato al pilota, dellF-15E. Visibili il visore a testa alta ed i 3 display multifunzione che sono sostituiti da uno LAD nel F-15EX.

Per quanto riguarda la fusoliera, ha un serbatoio interno dalla capacità di circa 7 600 litri. La McDonnell Douglas ha aumentato l'autonomia installando due serbatoi esterni rimovibili, da 2 800 litri ciascuno, posti ai lati della fusoliera.
Vi è tuttavia la possibilità di imbarcare ancor più combustibile montando anche 3 serbatoi ausiliari da 2 300 litri, facendo lievitare la quantità di carburante disponibile a circa 20 200 litri durante i voli di trasferimento.

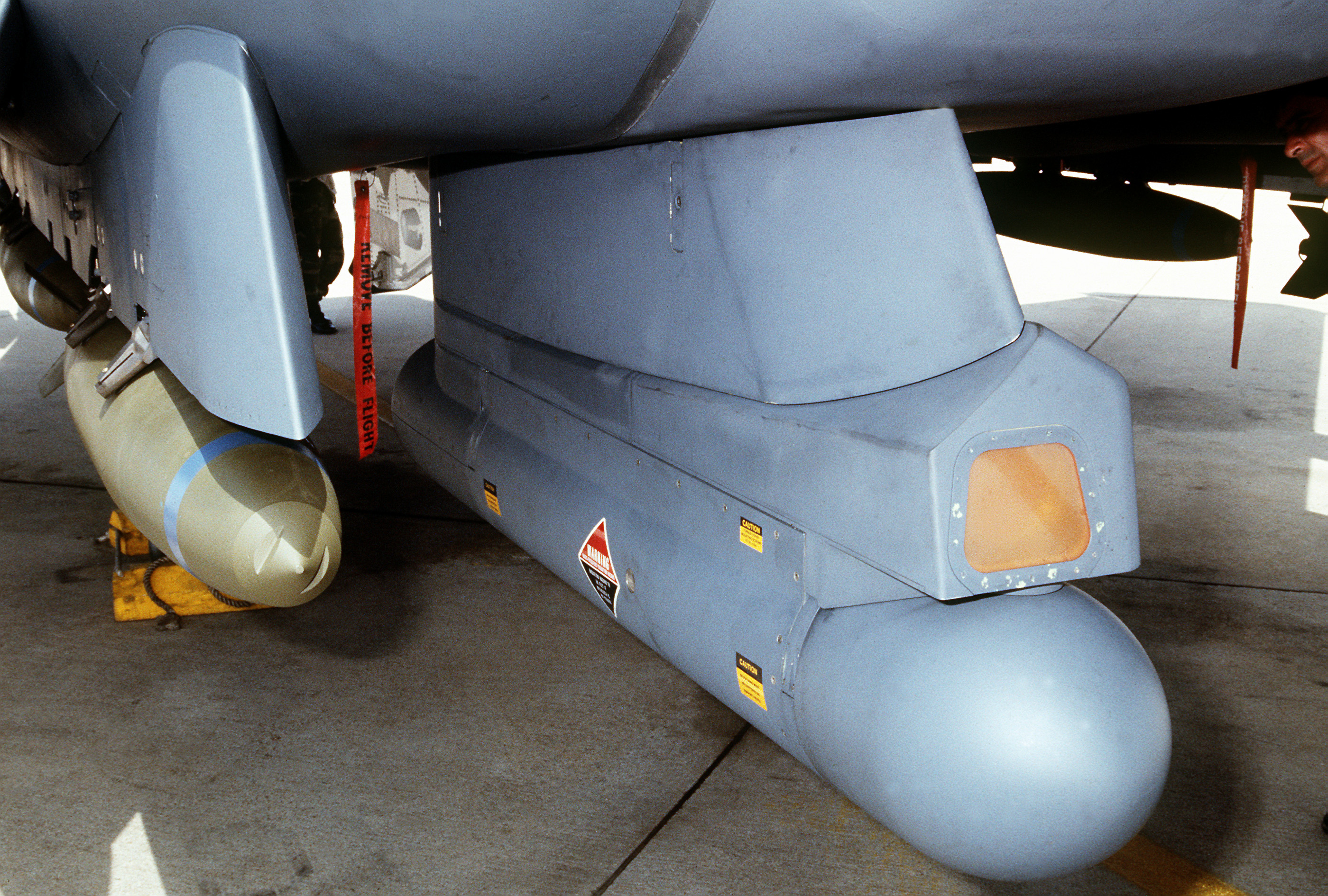
Il pod LANTIRN.

A differenza dei serbatoi esterni convenzionali, questi non possono essere espulsi in caso di necessità, decretando un declino delle prestazioni dovute al peso ed al Cx maggiori.

Gli Strike Eagle, comunque, sono dotati di una bocchetta, a sinistra del canopy, per effettuare rifornimenti in volo tramite sonda rigida (Boom).
In grado di trasportare un vastissimo arsenale di armi, ingranditosi ulteriormente con lo sviluppo delle versioni da esportazione, questo velivolo può portare a termine una enorme tipologia di missioni rispondendo pienamente ai requisiti necessari.

Oltre al carico bellico elencato per la versione originale dello Strike Eagle, corrispondente alla sigla F-15E, grazie ad ulteriori aggiornamenti, l'armamento attualmente imbarcabile è composto da:

Missili aria-superficie: SLAM-ER, AGM-154 JSOW, AGM-158 JASSM;

Bombe a grappolo: CBU-89 Gator, CBU-97, CBU-103 CEM, CBU-104 Gator, CBU-105, CBU-107;

Bombe guidate: GBU-15, GBU-27 Paveway III, GBU-31 JDAM, GBU-38 JDAM, GBU-51 Paveway II, GBU-54 Laser JDAM.
La propulsione del velivolo è garantita dai Pratt & Whitney F-100-PW-220 o F-100-PW-229, alloggiati in un vano motore universale in grado di ospitare qualsiasi versione del P&W F100 o del GE F110.

## Impiego operativo

### Stati Uniti

#### Operazione Desert Shield/Desert Storm

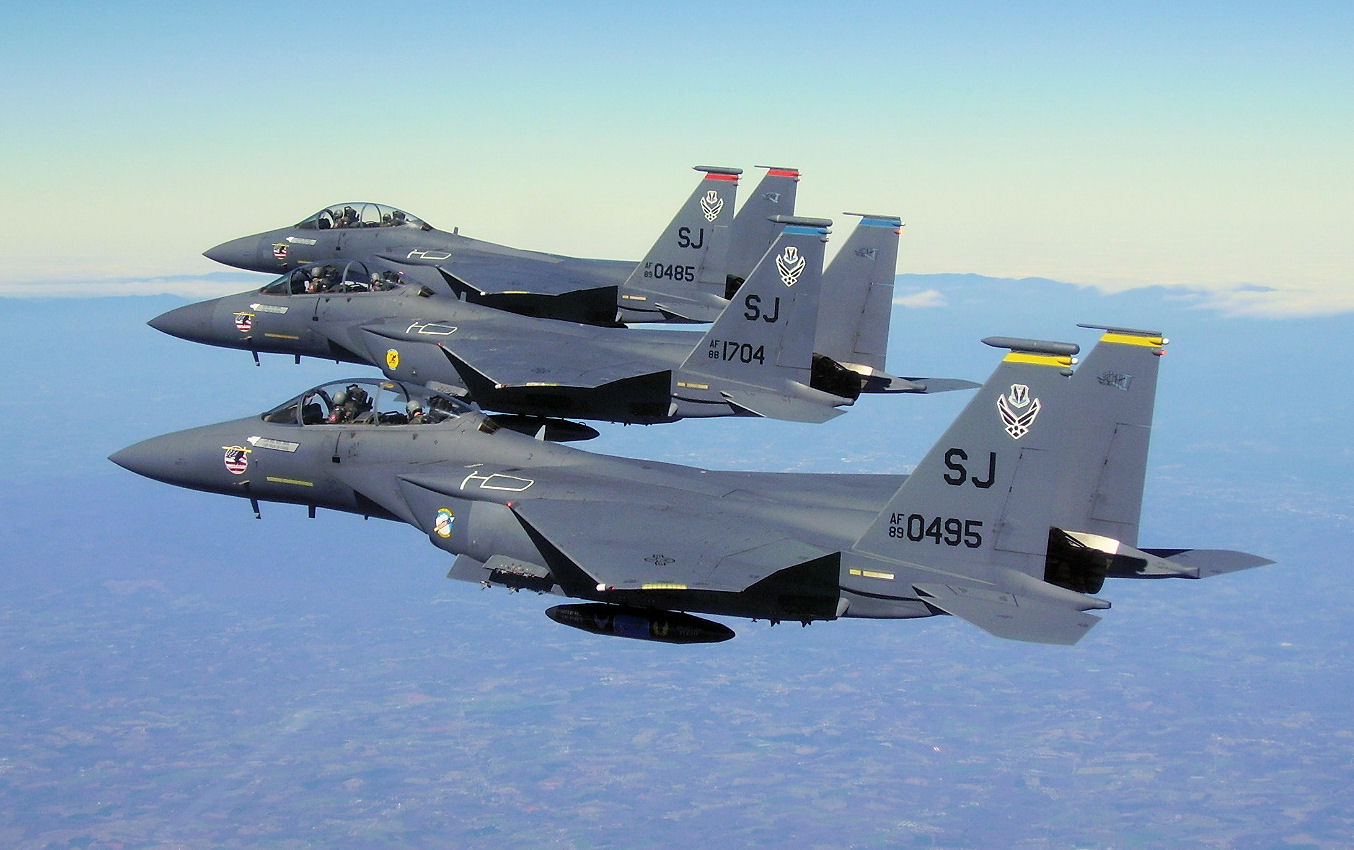
Tre F-15E in linea a scalare.

L'F-15E fu uno dei velivoli allertati dall'USAF, ed inclusi nella forza aerea di intervento immediato denominata Desert Storm, nell'agosto del 1990, per far fronte all'invasione irachena del Kuwait. In dotazione al 335th TFS Chiefs ed al 366th TFS Rocketeers, ricevettero ordine di prepararsi al rischieramento nel nuovo teatro operativo appena una settimana dopo l'invasione capeggiata dal leader iracheno Saddam Hussein. Il 336th incominciò le proprie missioni dalla base aerea omanita di Seeb, a 15 ore di volo dagli obbiettivi; nel corso delle esercitazioni svoltesi nei pressi della base, però, uno di questi velivoli precipitò assieme all'equipaggio durante un finto dogfight intrapreso assieme ad un Jaguar GR.1 della RAF; nel mese di dicembre i due Squadron furono trasferiti alla base aerea di Al Kharj in Arabia Saudita, avvicinandosi ulteriormente alle aree di conflitto.

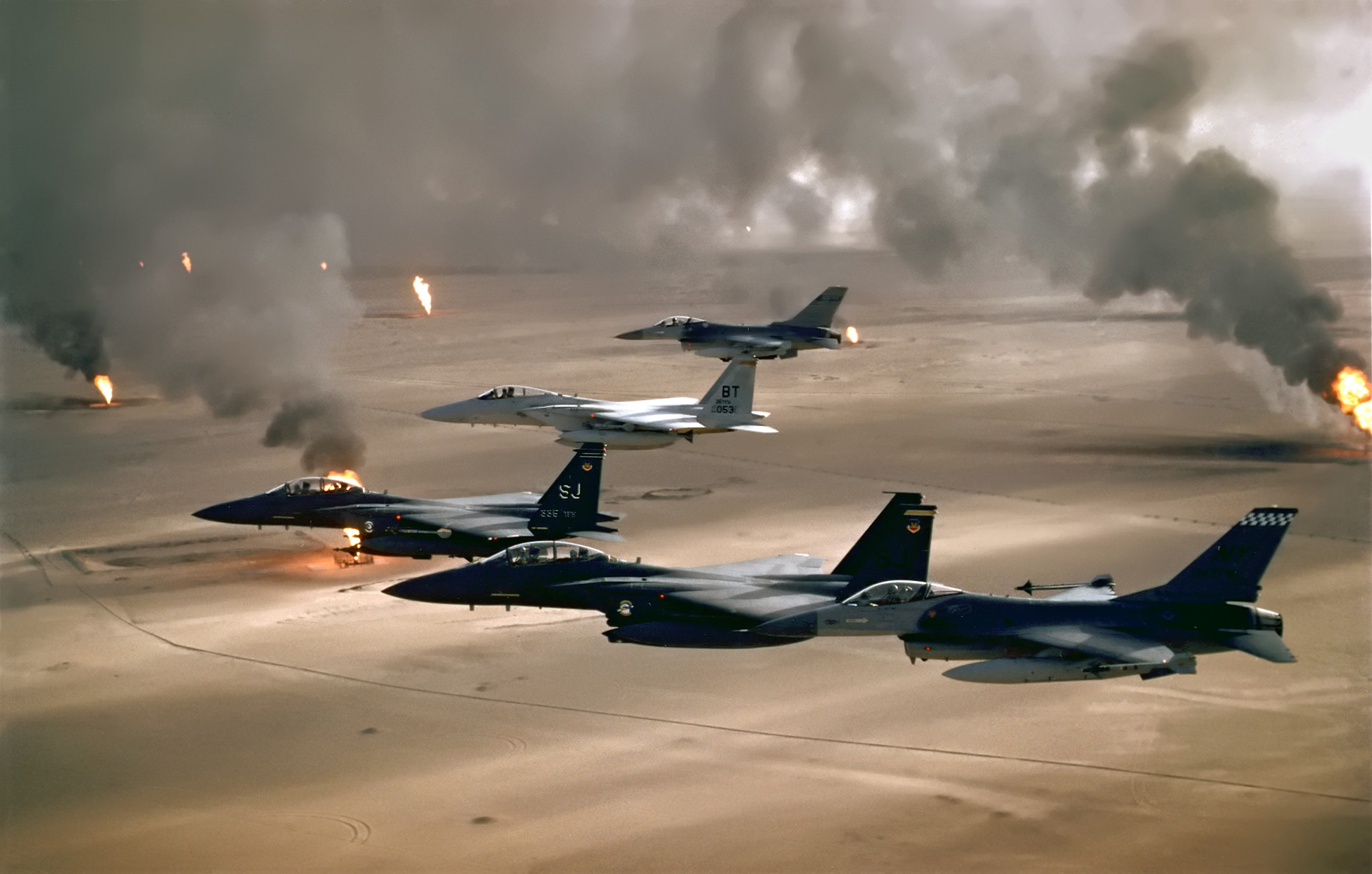
Una formazione statunitense sorvola i pozzi petroliferi kuwaitiani in fiamme. In primo piano e sullo sfondo due F-16; Desert Storm 1991.

Nel primo giorno di guerra, una formazione di Strike Eagle, venne individuata ed attaccata, al crepuscolo, da tre MiG-23 e due MiG-29 della forza aerea irachena.
Gli equipaggi degli F-15 a causa della scarsa traccia termica dei MiG lanciarono alcuni Sidewinder, senza successo, e rinunciarono al tiro non riuscendo a rilevare con precisione la posizione dei loro gregari. Tuttavia un missile di origini sconosciute, abbatté uno dei MiG-23 il quale precipitò impattando al suolo. Venne abbattuto anche un MiG-29 ed il pilota iracheno del secondo velivolo, marcato da vicino da un F-15E, decise di eiettarsi per non ingaggiare un combattimento anche con gli F-14 Tomcat della US Navy presenti nell'area.
Il 17 gennaio 1991, 24 Strike Eagle attaccarono cinque siti di lancio SCUD nell'Iraq orientale perseverando nell'offensiva, durante la notte, anche con una seconda formazione composta da 21 velivoli. Nel corso della guerra l'F-15E compì svariate missioni notturne con l'obbiettivo di localizzare e neutralizzare le postazioni dei missili SAM dell'esercito iracheno, in grado di minacciare le nazioni vicine.
Tuttavia, le postazioni mobili degli SCUD erano di difficile localizzazione: una volta rilevate dai JSTARS in volo, all'arrivo degli Strike Eagle, erano già state fatte evacuare. Per questo motivo, gli equipaggi degli F-15E, furono chiamati a compiere bombardamenti sistematici e costanti nelle zone ad alto rischio scoraggiando le truppe nemiche a schierare i lanciatori a disposizione.

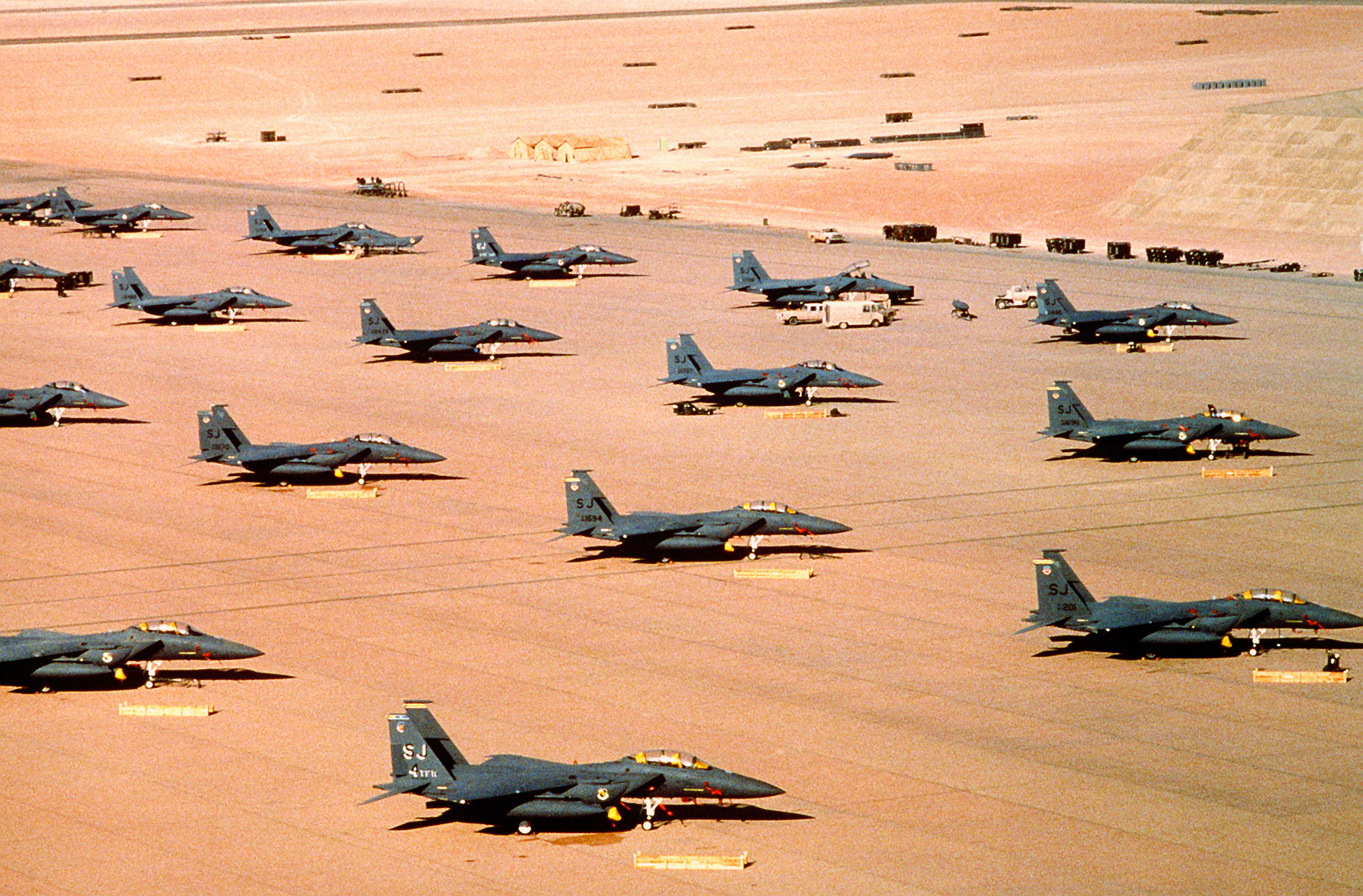
Alcuni Strike Eagle del 4th TFW rischierati in medioriente durante Desert Shield.

Nella notte del 18 gennaio, nel corso del bombardamento di una raffineria vicino a Bassora, un F-15E venne abbattuto assieme all'equipaggio. I piloti che presero parte all'azione, affermarono che quella fu la missione aerea più difficile dell'intera guerra poiché l'impianto petrolifero era difeso da un consistente numero di postazioni missilistiche SA-3, SA-6, SA-8 e dalla contraerea.
Due giorni più tardi un secondo ed ultimo Strike Eagle venne abbattuto da un missile iracheno SA-2; l'equipaggio del velivolo sopravvisse all'attacco e per svariati giorni sfuggì alla cattura nemica. Tuttavia, nonostante fossero riusciti a prendere contatto con due velivoli della coalizione, non poterono essere soccorsi dagli uomini del Combat SAR poiché uno di loro non si era identificato correttamente con il codice fornitogli prima della missione. L'equipaggio, infine, venne fatto prigioniero.
Quarantadue giorni più tardi, il 1º marzo 1991, venne diramato l'ordine del cessate il fuoco e furono istituite le No-fly zone nell'Iraq meridionale e settentrionale. Nonostante ciò, gli elicotteri iracheni attaccarono gli insediamenti dei rifugiati Curdi mentre gli F-15E, impiegati nelle zone vietate al traffico aereo, assistettero impotenti al massacro di 600 civili nel villaggio di Chamchamal. Gli Strike Eagle non poterono intervenire perché non autorizzati ad aprire il fuoco ed imbrigliati dalle rigide regole d'ingaggio; in tutta risposta compirono numerosi passaggi radenti nella speranza di provocare, con la turbolenza generata, la rottura dei rotori. Gran parte di questi tentativi non resero i frutti sperati riportando solo l'abbattimento di un Hind schiantatosi al suolo. 
Quando l'USAF venne a conoscenza di queste attività, pose una quota limite di 3000 metri ai voli degli Strike Eagle nella regione.
Questi ultimi presero parte anche alle operazioni Provide Comfort e Provide Comfort II.

#### Operazione Northern Watch/Southern Watch

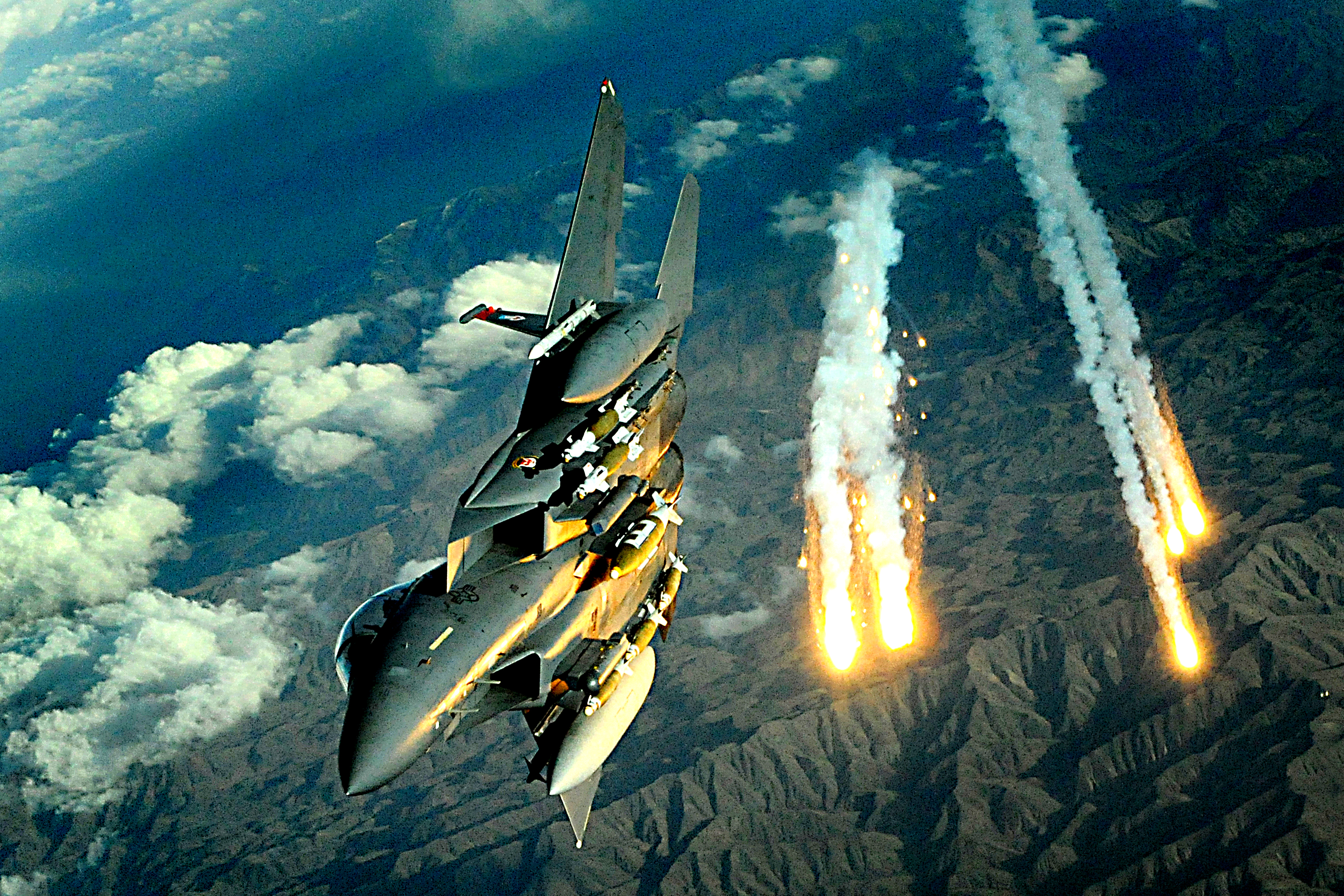
Un F-15E del 391st impiega dei flares in A-stan; 12 novembre 2008.

Al termine di Desert Storm, vennero istituite due aree, controllate direttamente da velivoli USAF e RAF, in cui il traffico aereo civile e militare era espressamente vietato. L'F-15E costituiva la base della forza aerea istituita per far rispettare queste restrizioni, rischierandosi in Turchia, sotto le insegne di vari Squadron, dal 1993 al 1998: 494th Fighter Squadron Black Panthers, 492nd Fighter Squadron Madhatters, 391st Expeditionary Fighter Squadron. 
Nel gennaio del 1993, una piccola formazione di Strike Eagle in pattugliamento distrusse una postazione missilistica SA-3 irachena, poiché trasgrediva il trattato del cessate il fuoco al di sotto del 32º parallelo nord. Largamente impiegato a supporto di entrambe le operazioni nei cieli mediorientali, si contraddistinse per la sua flessibilità grazie alle capacità di carico elevate ed alla gran varietà di armamenti utilizzabili.
Nel dicembre 1998, prese parte all'Operazione Desert Fox resasi necessaria a seguito del categorico rifiuto, inoltrato da Baghdad, di acconsentire le ispezioni dell'UNSCOM.
Il 28 dicembre, tre F-15E sganciarono due GBU-12 ciascuno su postazioni missilistiche di terra ed al termine dell'Operazione Desert Fox, non avendo fine le violazioni irachene, gli Strike Eagle compirono diversi strike su obbiettivi sensibili: il 24 ed il 26 gennaio 1999, vennero impiegati in azione anche gli AGM-130 nei pressi di Mosul.

#### Operazione Deny Flight/Allied Force

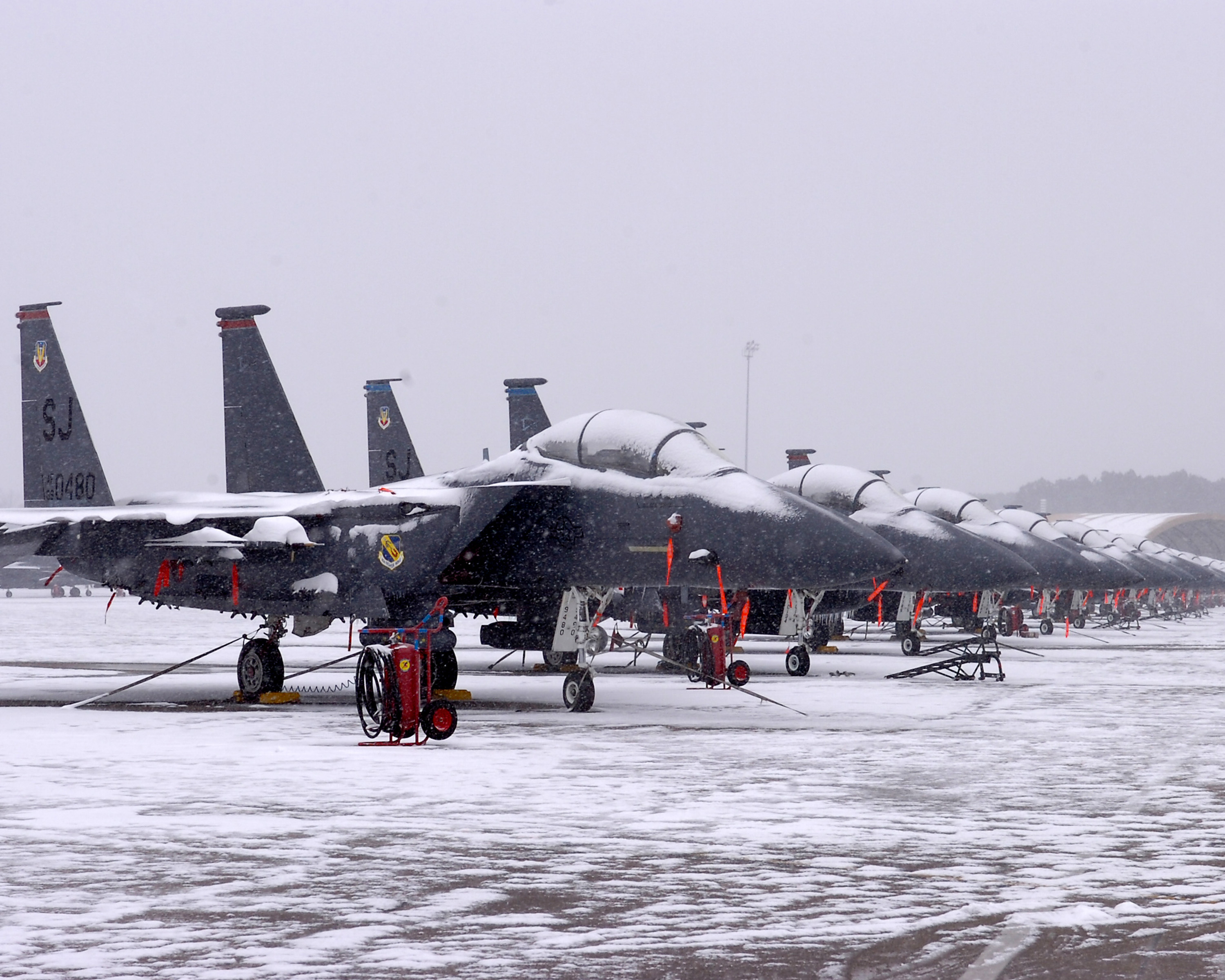
F-15E ricoperti da una leggera coltre di neve; 20 gennaio 2009.

L'Operazione Deny Flight, attuata per volere dell'ONU nel 1993, consisteva nel delimitare, al di sopra della Bosnia ed Erzegovina, uno spazio aereo interdetto al volo sia civile che militare per porre un freno alla rapida escalation politico-militare avvenuta nei Balcani. Nell'agosto del 1993, entrò in vigore la risoluzione delle Nazioni Unite che vietava il sorvolo dell'area a qualsiasi aeromobile ad ala fissa o rotante non in possesso dell'autorizzazione delle forze della coalizione; gli F-15E del 492nd e 494th Fighter Squadrons, facenti parte del pacchetto d'intervento, furono dispiegati sulla base USAFE di Aviano. 
 Dal tardo 1993, la NATO ordinò agli Strike Eagle di bombardare vari obiettivi serbi in Croazia:
nel dicembre dello stesso anno, questi velivoli furono mandati a neutralizzare due siti di lancio di missili SA-2 che avevano aperto il fuoco contro due Sea Harrier FRS 1 appartenenti alla Royal Navy. Il 492nd ed il 494th compirono più di 2 500 sortite dall'inizio dell'operazione: il 30 ed il 31 agosto, vari bombardamenti furono effettuati nei dintorni di Sarajevo mentre il 9 settembre venne sganciata la prima GBU-15 imbarcata sugli Strike Eagle.
Nel marzo 1999, prese il via l'Operazione Allied Force istituita per far fronte ai gravi disordini e soprusi in cui versava la popolazione kosovara. 
 Rifiutato l'ultimatum della NATO, 26 F-15E del 492nd e 494th effettuarono la prima sortita contro stazioni radar, contraerea e postazioni missilistiche delle forze armate serbe. I velivoli partecipanti al conflitto, erano basati, come in Deny Flight, ad Aviano o sulla base aerea di Lakenheath RAF in Gran Bretagna. Da quest'ultima, per i lunghi voli di trasferimento, molte delle missioni durarono circa 7 ore e 30 minuti con inclusi due rifornimenti in volo prima di giungere sull'obbiettivo.

Slobodan Milošević, presidente della Repubblica Federale della Jugoslavia, ordinò il ritiro delle truppe dal Kosovo nel giugno dello stesso anno.

#### Operazione Enduring Freedom

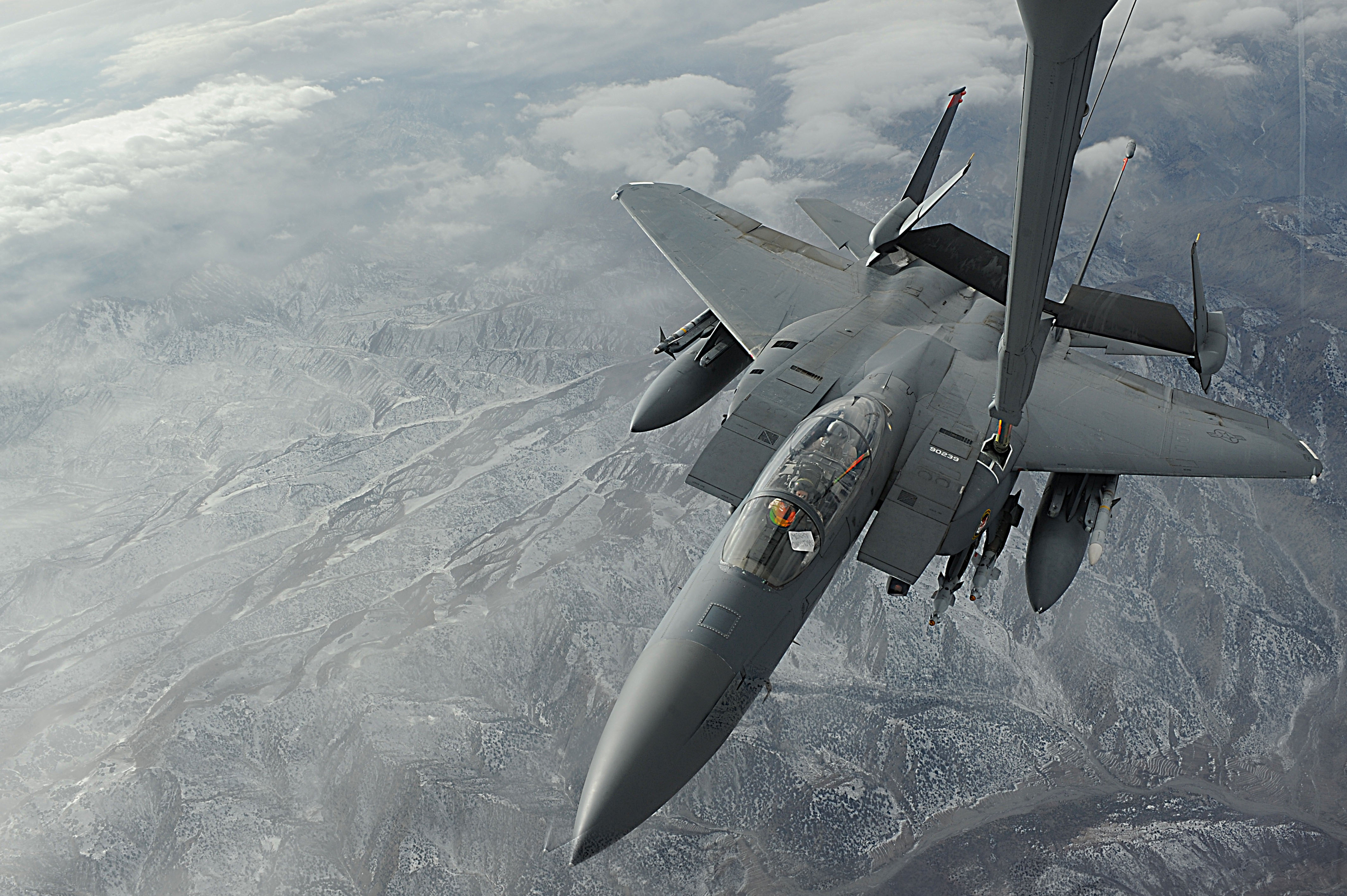
Strike Eagle in rifornimento al di sopra delle montagne Afghane.

Un mese dopo l'attentato terroristico al World Trade Center l'11 settembre 2001, il 391st Fighter Squadron The Bold Tigers, su Strike Eagle, lasciò la base aerea kuwaitiana di Ahmed Al Jaber per prendere parte alla neonata Operazione Enduring Freedom volta ad eliminare le sacche terroristiche talebane in Afghanistan.
Gli obbiettivi principali dei primi giorni di missione furono campi d'addestramento, bunker, costruzioni militari e depositi, distrutti da un vasto arsenale di Paveway ed AGM-130, sganciati da formazioni composte da coppie di F-15E ed F-16C. Una settimana più tardi, tutti i target prefissati erano stati neutralizzati e perciò divenne più difficoltoso decidere le nuove linee di condotta. Nonostante i talebani avessero accesso alle postazioni di SA-7 e utilizzassero degli FIM-92 Stinger, questi risultarono inutili finché gli aerei USAF operarono a più di 2 000 m d'altitudine. I siti SAM più importanti, posti presso le cittadine di Mazar-I-Sharif e di Bagram, erano stati già messi a tacere nei primi giorni della campagna.
I velivoli, per le successive tre settimane, volarono esclusivamente in missioni di supporto alle forze alleate a terra impiegando in particolare le Mk 82 e le GBU-12 contro veicoli, convogli e milizie ribelli. Spesso si rese necessario l'uso del cannone interno alla fusoliera. 
 Il 7 gennaio 2002 il 391st FS tornò in patria lasciando spazio al 335th FS.

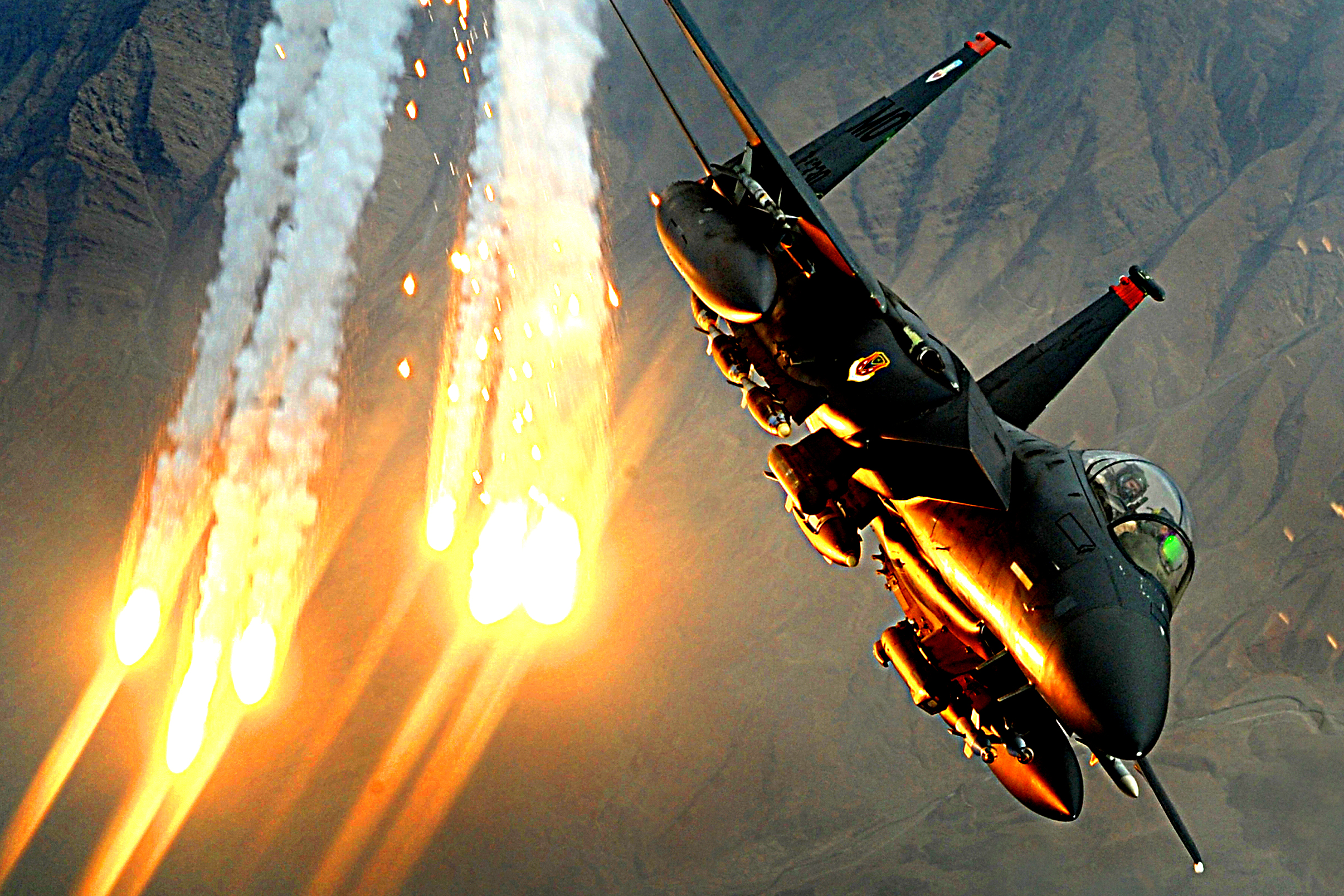
Un F-15E del 391st Expeditionary Fighter Squadron utilizza dei flares durante una missione di Close Air Support; Afghanistan, dicembre 2008.

Missione particolarmente rischiosa fu quella intrapresa il 4 marzo in soccorso alle forze di terra in quella che sarà in seguito ricordata anche come la Battaglia di Punta Roberts, svoltasi durante l'Operazione Anaconda. Inizialmente, gli Strike Eagle decollarono su richiesta di CAS, col nominativo di "Texas 14", per distruggere postazioni d'osservazione talebane. Sedici minuti più tardi, alle 01:41, "Mako 30", la pattuglia che aveva inoltrato la richiesta d'aiuto, cominciò ad essere bersagliata da vari colpi di mortaio; presto si scoprì che il soldato in contatto con i velivoli non era un normale Forward Air Controller dell'US Army bensì un Navy SEAL, in cerca, con il suo team, del luogo previsto per l'esfiltrazione su di un MH-47E Chinook, perché caduti in un'imboscata vicino alla Shah-i-Kot Valley. Gli F-15E sganciarono, a copertura, una GBU-12, ma la squadra SEAL era ancora sotto il fuoco nemico cercando di spostarsi verso est con due feriti ed un caduto (Petty Officer 1st class Neil C. Roberts, in memoria del quale è così chiamato lo scontro). 
Nel tentativo d'esfiltrazione, l'MH-47 con a bordo una squadra di soccorso fu abbattuto da un RPG.
Altri F-15E, che avevano appena terminato le operazioni di rifornimento, furono dirottati a supporto di "Texas 14" con il quale sganciarono altre GBU-12 fra le 02:52 e le 03:03. Ben presto però, dovettero fornire fuoco di copertura anche ai sopravvissuti dell'MH-47 che erano minacciati da elementi nemici a circa 100 metri dalla loro posizione. Usando il relitto dell'elicottero come riferimento, effettuarono alcuni low pass avvalendosi dei cannoni. Giunta la richiesta di uno Strike Eagle di ritornare all'aerocisterna, un secondo velivolo comunicò ad un AWACS in ascolto di dirottare altri velivoli in loro soccorso. Una formazione di F-16 del 18th Fighter Squadron giunse sul luogo; per le scarse munizioni ed i problemi occorsi alle radio ed ai computer di tiro, infatti, gli F-15E dovettero fare ritorno ad Al Jaber in Kuwait lasciando il completamento della missione ai soli Falcon.
Il 23 agosto 2007, un F-15E, su richiesta immediata di appoggio aereo a nord di Kajaki, sganciò erroneamente una bomba da 500 libbre su truppe di terra britanniche uccidendo tre soldati.
Il 13 settembre 2009, invece, uno Strike Eagle ha lanciato un AIM-9 Sidewinder abbattendo un MQ-9 Reaper senza controllo, in volo sull'Afghanistan settentrionale. L'intervento del velivolo ha scongiurato la possibilità che il drone lasciasse lo spazio aereo afghano provocando danni ad infrastrutture ed abitanti dei paesi vicini.

#### Operazione Iraqi Freedom

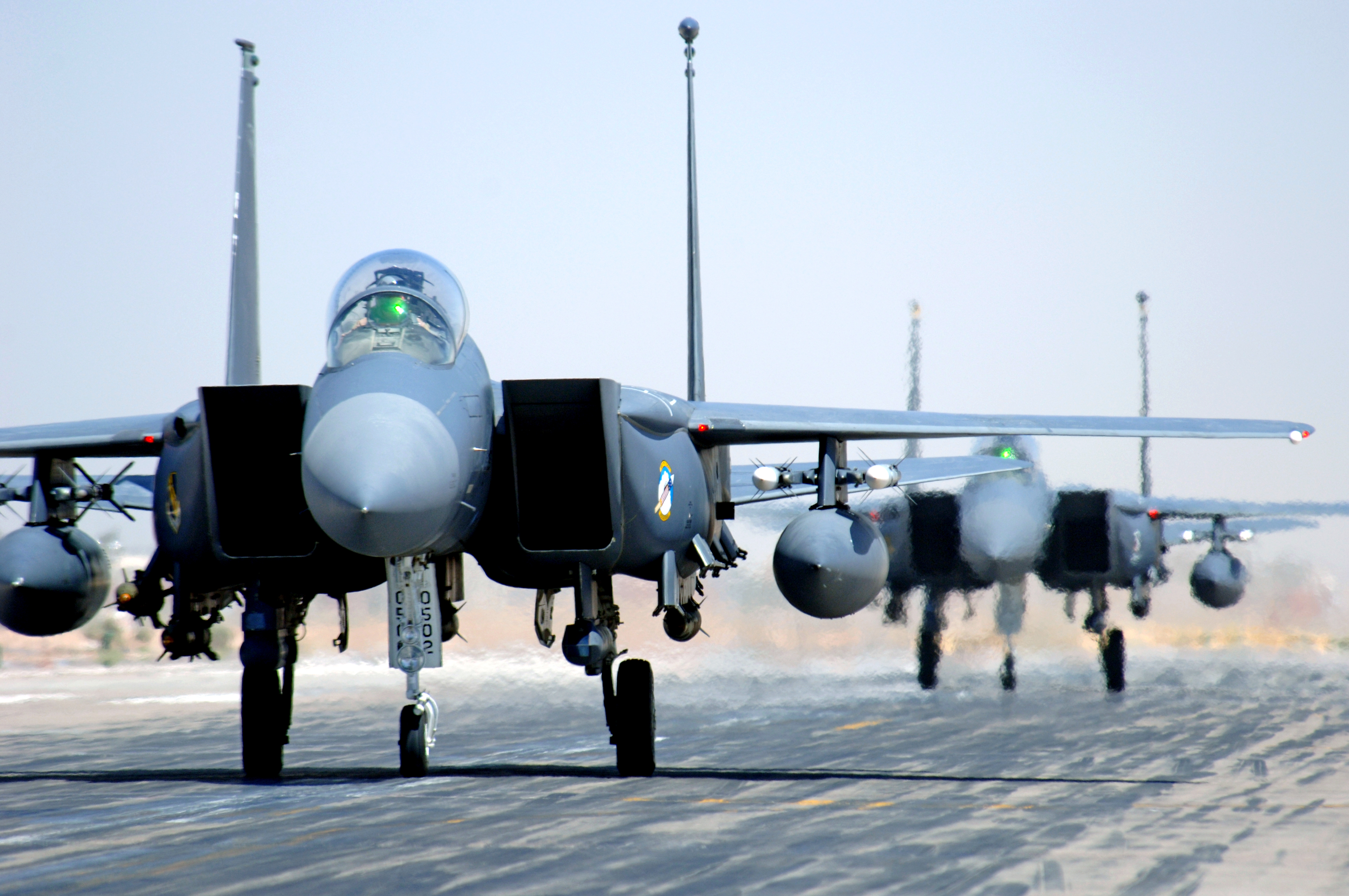
F-15E statunitensi in rullaggio durante una fase dell'Operazione Iraqi Freedom.

Per le crescenti tensioni dovute al sospetto possesso dell'Iraq di armi di distruzione di massa, nel 2002 fu ordinato al 4th Fighter Wing della Seymour Johnson Air Force Base, situato in Carolina del Nord, l'immediato trasferimento sulla base di Al Udeid in Qatar.
Il 336th, scelto ad operare per primo nella zona, tra l'11 ed il 17 gennaio 2003, dislocò 24 Strike Eagle sulla base mentre i preparativi all'ormai certa operazione videro coinvolto anche il Combined Air Operations Center della Prince Sultan Air Base in Arabia Saudita. Una volta risolti i problemi diplomatici per sfruttare lo spazio aereo del Qatar gli F-15E incominciarono a familiarizzare con le regole d'ingaggio e la conformazione del suolo iracheno aggregandosi alla già attiva Operazione Southern Watch.
Verso la fine di febbraio, al 366th vennero assegnati più equipaggi, circa 150 tra piloti e WSO aggiuntivi, molti dei quali provenivano dagli Squadron della Seymour AFB i cui aerei non potevano essere rischierati. Per ogni F-15E, infine, erano disponibili anche 4 equipaggi contemporaneamente. In marzo al 336th venne aggiunto anche il personale e le unità appartenenti al 335th Fighter Squadron raggiungendolo ad Al Udeid. Obiettivo principale, era quello di ridurre al minimo le difese aeree irachene colpendo inizialmente i radar difensivi rischierati sul confine con la Giordania; durante le operazioni, però, molti degli Strike Eagle dovettero misurarsi con la forte resistenza fornita dalla contraerea.

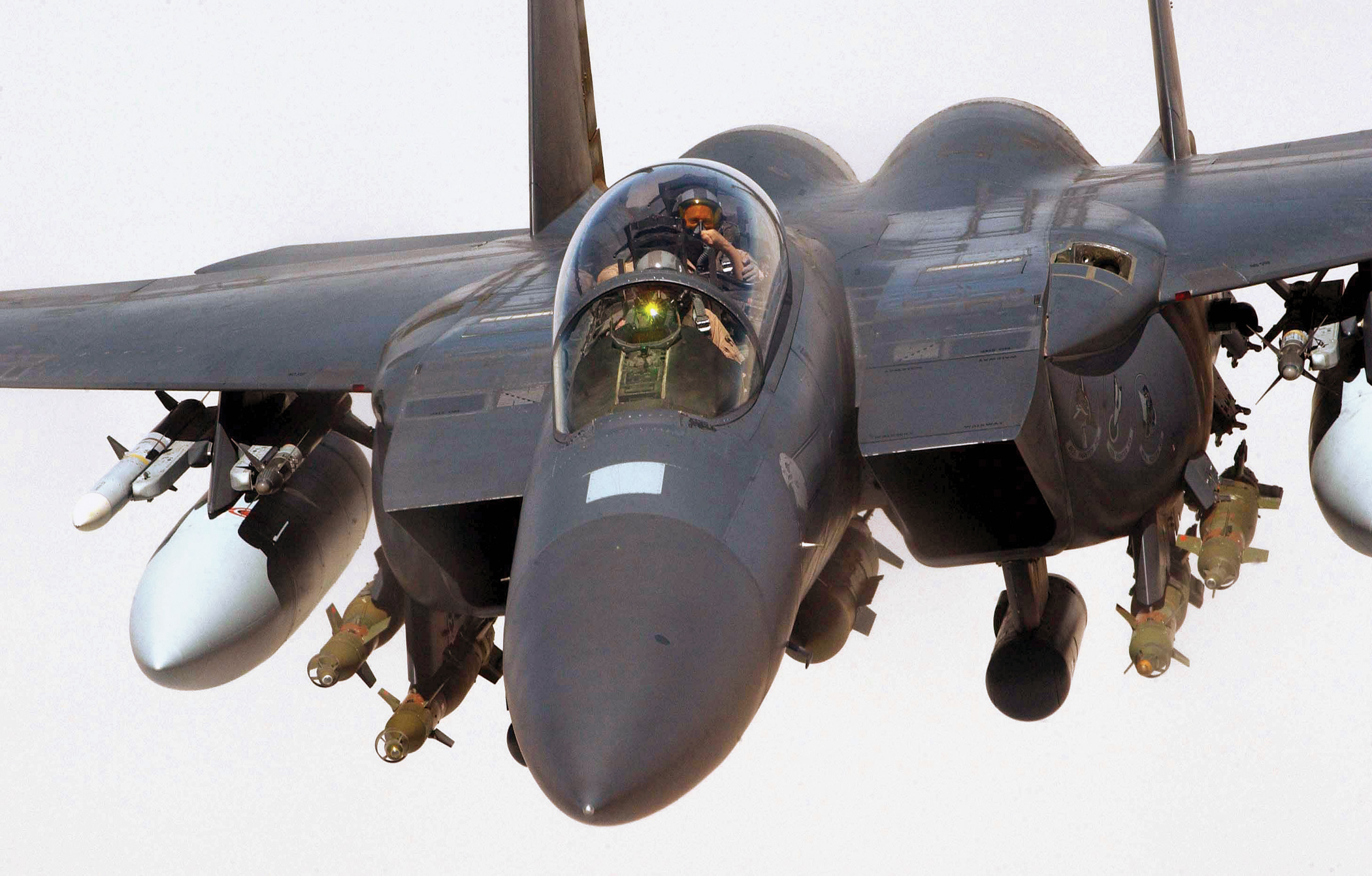
Uno Strike Eagle in volo durante una strike mission; Iraqi Freedom, aprile 2004.

Il 3 aprile 2003 l'equipaggio di un F-15E scambiò un MLRS statunitense per un lanciatore SAM iracheno sganciando una bomba su di esso. Quest'episodio di blue on blue (fuoco amico) fu uno dei più eclatanti di tutto il conflitto. In esso rimasero uccisi il Sgt. Donald Oaks, il Sgt. Todd J. Robbins, ed il Sgt. First Class Randall S. Rehn; altri cinque soldati rimasero feriti.
Il 6 aprile 2003 lo Strike Eagle con matricola 88-1694, pilotato dal Cpt. Eric "Boot" Das e dal Maj. William "Salty" Watkins, svolse una missione ad alto rischio in supporto alle forze speciali impegnate sul campo. Il giorno seguente, Das e Watkins stavano bombardando degli obbiettivi attorno alla cittadina di Tikrit quando vennero abbattuti. Per i servigi offerti agli Stati Uniti d'America venne loro consegnata la Distinguished Flying Cross oltre alla Purple Heart alla memoria.
Durante la guerra, ai soli F-15E fu accreditata la neutralizzazione del 60% delle forze totali componenti la Iraqi Medina Republican Guard. Inoltre, raggiunsero quota 65 MiG distrutti a terra, a cui si devono aggiungere i numerosi edifici chiave e comandi bombardati durante i raid a bassa quota effettuati sulla capitale Baghdad. Gli F-15E lavorarono a stretto contatto con gli altri velivoli impiegati nel teatro iracheno, tra cui gli F/A-18 della RAAF, gli F-16 e gli F-117 dell'USAF, i Panavia Tornado appartenenti alla RAF ed ai distaccamenti aerei della US Navy la cui partecipazione era garantita dagli F-14 del VF-154. Molti altri velivoli quali i B-1B ed i B-52, sfruttarono le doti di targeting degli Strike Eagle per la consegna del carico bellico sugli obbiettivi concordati.
Ritornati a casa a metà del 2003, il 335th ed il 336th lasciarono il solo 494th Fighter Squadron ad assicurare la presenza degli Strike Eagle sul Golfo Persico.

### Israele
Gli F-15I Ra'am israeliani compirono la loro prima missione nei cieli del Libano, l'11 gennaio 1999. Utilizzati dal No.69 "Hammers" Squadron, ha partecipato a numerose operazioni militari israeliane in diverse aree, tra cui l'Operazione Orchard, dove furono utilizzati per distruggere un reattore nucleare siriano e attacchi a molteplici obiettivi in Siria, Libano, Gaza, Iran.

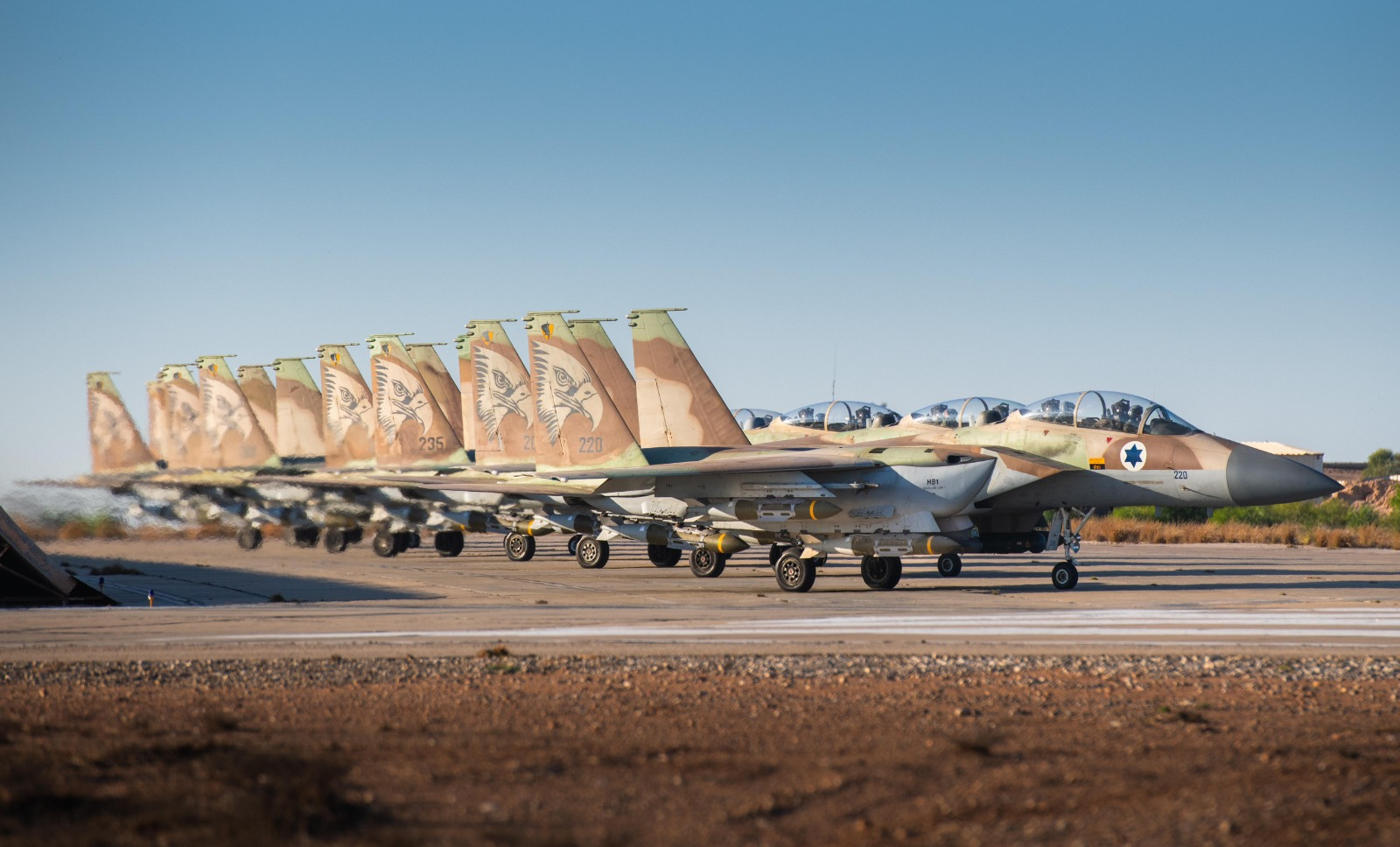
Lo Squadrone No.69 "Hammers" dell'Aeronautica Militare Israeliana subito prima dell'attacco a Hezbollah del 27 settembre 2024

### Arabia Saudita
A partire dalla prima settimana di novembre 2009, la Royal Saudi Air Force ha usufruito degli F-15E per compiere raid aerei oltre confine contro i ribelli della regione yemenita di Sa'dah.

## Versioni
Operatori e versioni:
- United States Air Force
  - F-15E - 220
  - F-15EX - 1 (previsti 144)
- Royal Saudi Air Force
  - F-15S - 72 - versione dell'F-15E per l'Arabia Saudita
- Israeli Air Force
  - F-15I - 25 - versione dell'F-15E per Israele
- Republic of Korea Air Force
  - F-15K - 40 - versione dell'F-15E per la Corea del Sud, costruiti con la GE
- Republic of Singapore Air Force
  - F-15SG - 12 - versione dell'F-15E per Singapore
- Qatar Emiri Air Force
  - F-15QA - 72 - ultima evoluzione dell'F-15E per l'esportazione, derivato dall'F-15SG

Totale: 457

### F-15E
Velivolo d'attacco al suolo ognitempo ed a lungo raggio dell'USAF, prodotto in 237 unità dal 1985 al 2001 nella sola configurazione biposto in tandem.

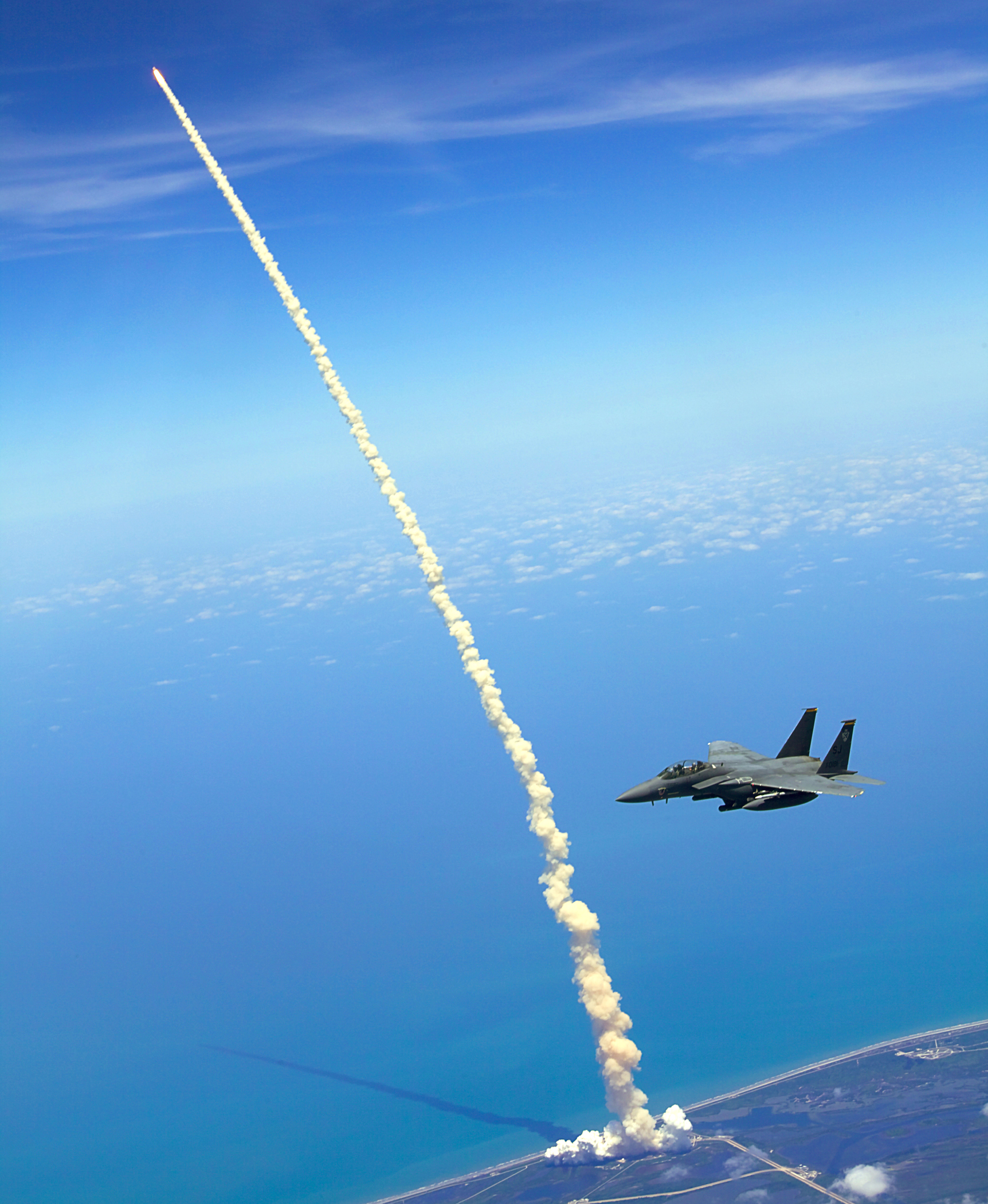
Uno Strike Eagle sorveglia lo spazio aereo presso Cape Canaveral durante il decollo di uno Space Shuttle.

Nel 2011, l'USAF ha comunicato che il velivolo sarebbe rimasto in servizio per almeno altri quattro anni, in assenza di fondi e di un piano di sostituzione approvato, per il quale era stata avanzata l'ipotesi di produrre una variante dell'F35.

Il 9 dicembre 2017, il Dipartimento dell'Energia e della Sicurezza Nucleare Nazionale degli Stati Uniti ha annunciato il completamento delle qualificazioni di volo per la bomba B61-12, eseguite con due aerei da combattimento Boeing F-15E Strike Eagle. Diversamente dall'F-15S e dall'F-15K Slam Eagle.

### F-15G
Utilizzata come semplice dimostratore tecnologico, era una versione dell'F-15E espressamente dedicata per svolgere missioni Wild Weasel rimpiazzando, in questo ruolo, gli F-4G Phantom II Wild Weasel IV. Dotato di localizzatore radar e missili AGM-88 HARM non ha avuto seguito poiché scartata dall'USAF al posto della quale preferì l'F-16 Falcon Block 50/52 SEAD (Suppression of Enemy Air Defences).

### F-15H
L'F-15H Strike Eagle era una versione da esportazione per l'aeronautica greca, introdotta negli anni novanta. 
 Tuttavia il Ministero della Difesa ellenico optò per l'acquisto di 50 esemplari Block 52+ dell'F-16 e 15 Mirage 2000-5.

### F-15I Ra'am
Con la designazione F-15I si identifica la versione da esportazione dello Strike Eagle per l'aeronautica israeliana.
 Soprannominato Ra'am (Tuono - רעם in ebraico), è stato ordinato il 12 maggio 1994 con l'autorizzazione statunitense ad acquisirne un massimo di 25 esemplari.
Nel novembre 1995, Israele esercitò l'opzione per l'acquisto di 4 ulteriori F-15I, raggiungendo la quota limite imposta dagli Stati Uniti. 
 La necessità, da parte del governo israeliano, di dotarsi di un velivolo rispondente alle caratteristiche dello Strike Eagle, si manifestò durante la Guerra del Golfo nel corso della quale le città israeliane vennero attaccate da missili Scud delle forze armate irachene; nel 1993 venne formulata una Request for Information in cui si richiedeva alle ditte aerospaziali di presentare un aereo dotato di buone capacità sia nell'aria-suolo che nella difesa aerea.
In risposta al bando, la Lockheed Martin offrì una variante dell'F-16 Fighting Falcon e la McDonnell Douglas propose sia l'F/A-18 Hornet che l'F-15E.
Il 27 gennaio 1994 il governo israeliano annunciò la volontà di dotare la propria aeronautica con 25 F-15E, che vennero successivamente rinominati in F-15I per via delle consistenti modifiche apportate al progetto originale: furono introdotti i pod per operazioni notturne Sharpshooter, in seguito sostituiti dai più performanti LANTIRN, la gestione dell'elettronica di bordo fu affidata e completata (gli F-15I furono consegnati senza Radar Warning Receiver) dall'Elisra SPS-2110 IEWS (Integrated Electronic Warfare System) mentre fu introdotto il DASH (Display And Sight Helmet) per semplificare la lettura delle informazioni in volo.
In questa specifica versione l'F-15 può imbarcare, oltre all'armamento standard dell'F-15E, anche i missili Python 4 e Python 5 prodotti dalla ditta israeliana Rafael.

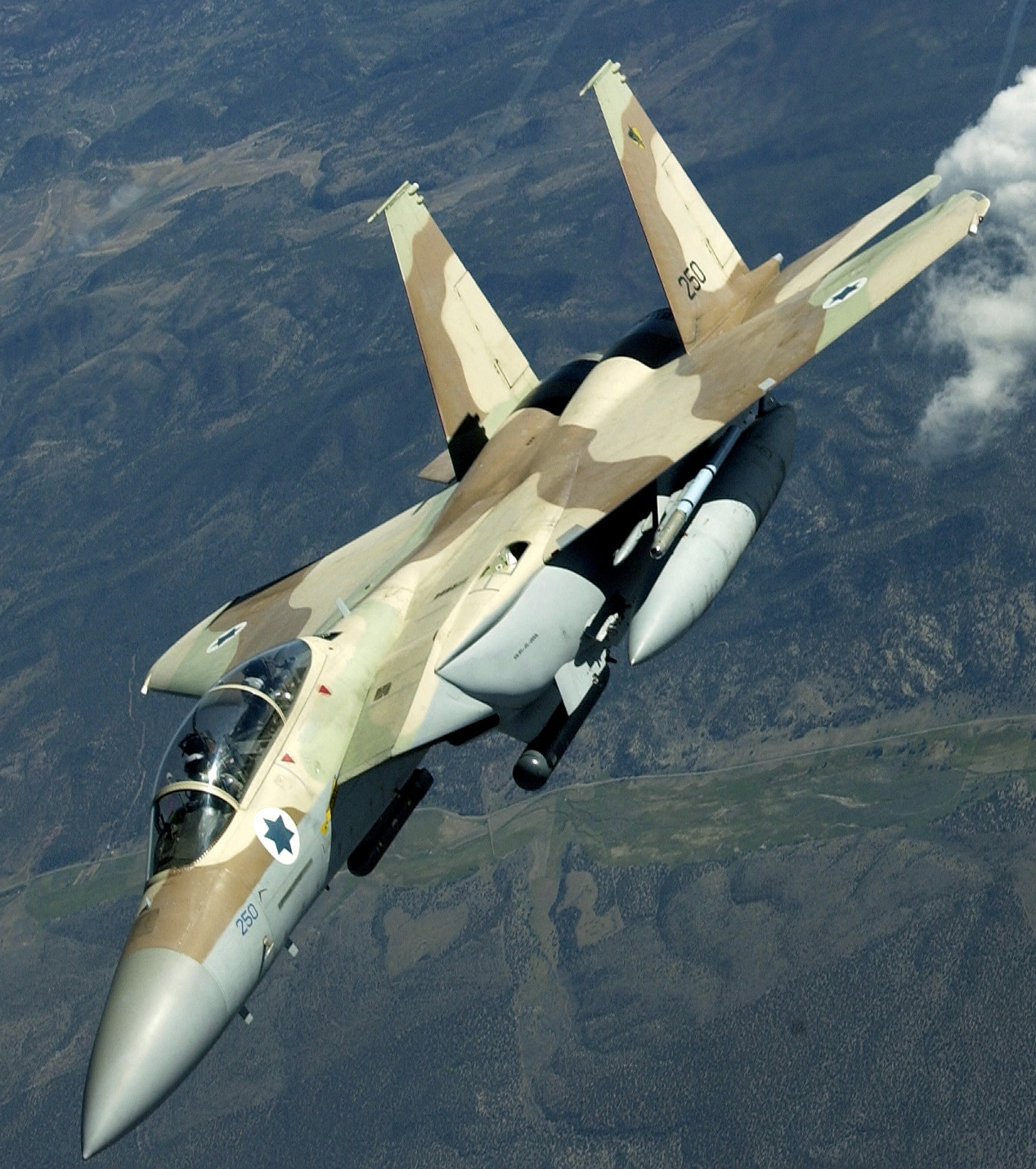
Un F-15I Ra'am appartenente al No.69 "Hammers" Squadron durante una fase delle operazioni di rifornimento.

### F-15K Slam Eagle

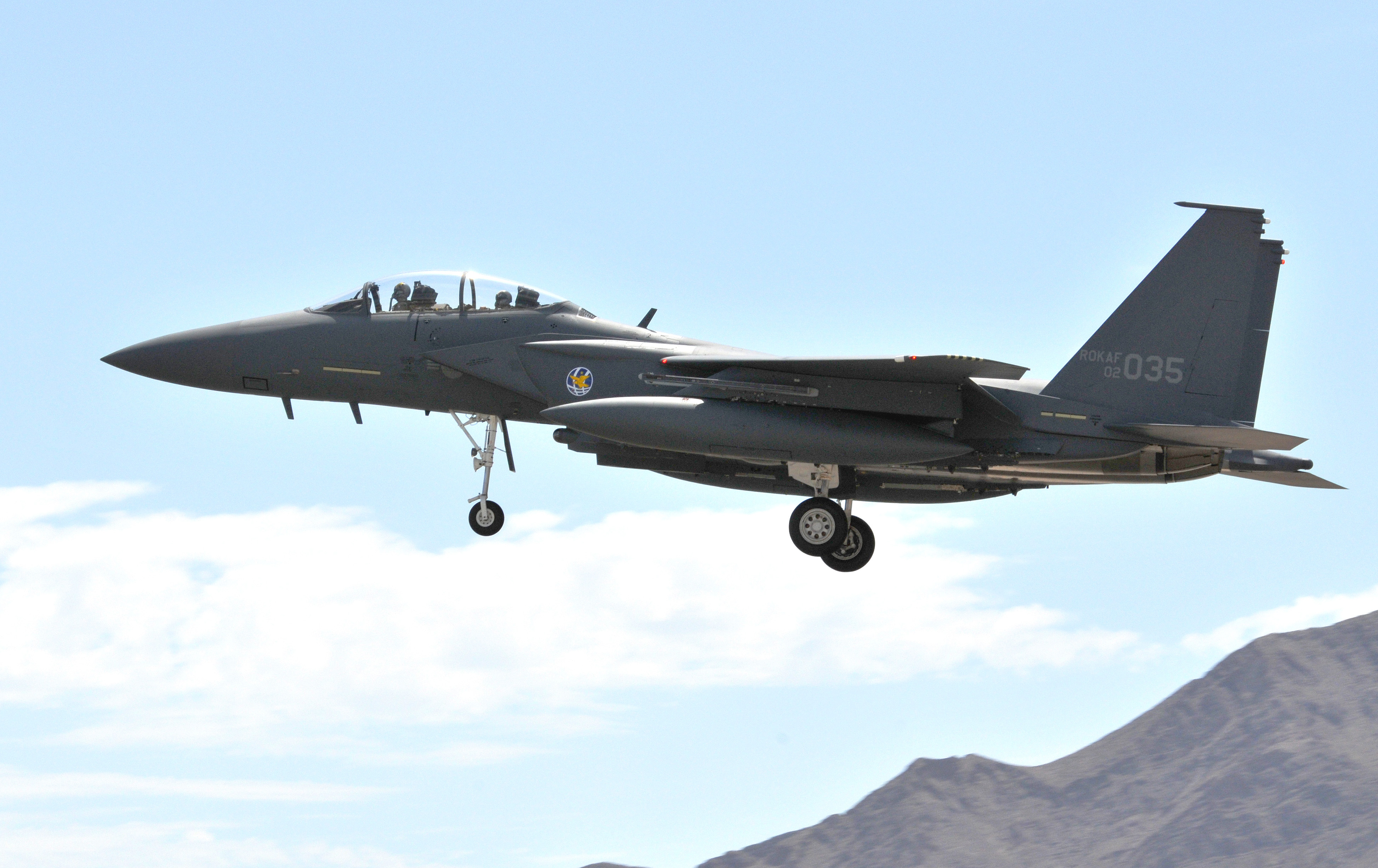
Un F-15K Slam Eagle

L'F-15K è la variante più avanzata dello Strike Eagle e, dal 2005, è in forza all'aeronautica sudcoreana.
Lo Slam Eagle (슬램이글 in coreano), è il vincitore del concorso F-X fighter, svoltosi nel 2002, nel quale s'impose su concorrenti del calibro di Dassault Rafale, Eurofighter Typhoon e Su-35; venne ordinato inizialmente in 40 esemplari ma sono state richieste ulteriori 20 unità il 25 aprile 2008.
Il costo unitario si aggira attorno ai 100 milioni di dollari.
La maggior parte delle componenti principali della struttura, così come dell'avionica del velivolo, sono prodotte ed assemblate nella stessa Corea del Sud a seguito di un contratto fra le industrie aerospaziali locali e la Boeing per permettere loro l'acquisizione del know-how riguardante le più moderne tecnologie aeronautiche:
- Fusoliera ed ali - Korea Aerospace Industries[52]
- Controlli di volo - Hanwha Corporation[53]
- ECM (Electronic Counter-Measures) - Samsung Thales,[54][55]
- HUD (Head-Up Display), sistemi di comunicazione, radar AN/APG-70 - LIG Nex1,[56][57]
- Propulsori - Samsung Techwin[58]

### F-15S
L'F-15S è la variante proposta per l'esportazione in Arabia Saudita verso la fine degli anni novanta. I sauditi avevano già richiesto in precedenza l'F-15F, una variante monoposto dello Strike Eagle, in 24 esemplari; ordine però bloccato dallo stesso Congresso statunitense. Costruito in 72 esemplari dal 1996 al 1998, l'F-15S si differenzia principalmente dallo Strike Eagle originale per la modalità dell'apertura sintetica del radar.
Nell'ottobre 2007, la General Electric ha annunciato la stipulazione d'un contratto con la RSAF per la fornitura di 65 propulsori F110-GE-129C; il valore dell'ordine è stimato attorno ai 300 milioni di dollari.
Il 29 dicembre 2011 l'Arabia Saudita ha ordinato altri 158 F-15, in una nuova versione rinominata F-15SA, salvando la produzione che senza questo ordine era destinata a chiudere in favore del F/A-18 Super Hornet, che sarebbe rimasto l'unico aereo da combattimento in produzione della Boeing. Il 2014, con l'ultima consegna dell'F-15SA, chiude definitivamente la catena di montaggio aperta nel 1972, 42 anni dopo il primo aereo costruito. 68 dei 72 F-15S saranno aggiornati allo standard F-15SA, portando il totale di F-15 in tutte le sue versioni operativi nel paese a 309.

### F-15SG

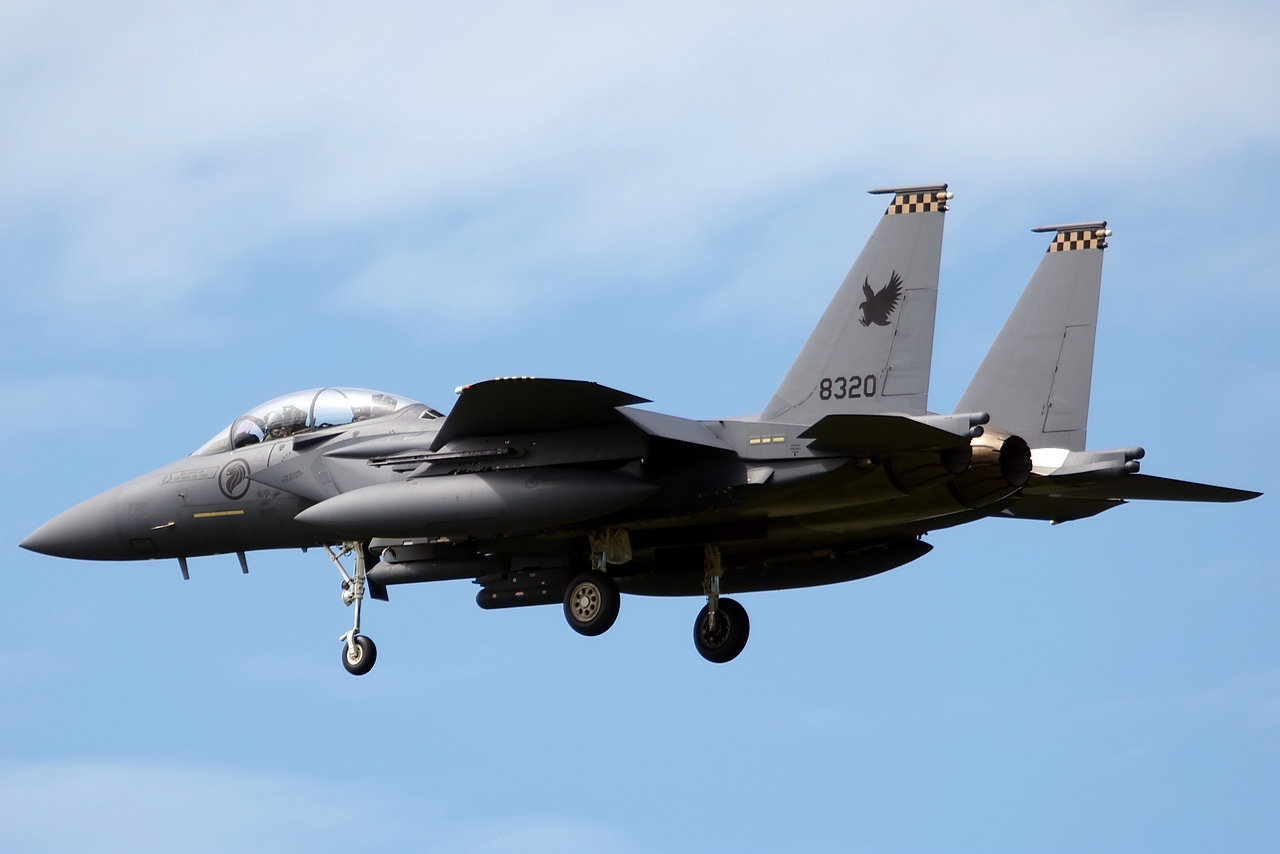
Un Boeing F-15SG Strike Eagle

Versione per l'aeronautica della Repubblica di Singapore, vincitrice, nel settembre 2005, del New Fighter Replacement, bando di gara indetto dal MINDEF (Singapore Ministry of Defence) per la valutazione di un nuovo velivolo per la difesa aerea. Dell'F-15SG sono stati consegnati 32 caccia con la possibilità di arrivare a 40, in base al programma Peace Carvin V.

### F-15QA
Versione per l'aeronautica del Qatar, direttamente derivata dall'F-15SG, dotata di radar AESA, pod di navigazione, pod di targeting, capacità di trasportare armi guidate a guida laser e satellitare, missili standoff e, presumibilmente, anche un IRST per la ricerca ed il tracciamento in modalità passiva dei bersagli aria-aria.

### F-15EX Eagle II[16]
Versione per l'USAF che ha volato il 2 febbraio 2021, dotata di comandi fly-by-wire di nuova generazione, radar AESA, calcolatore di missione ADCP-II (considerato il più potente al mondo), sistema di autoprotezione Eagle P/AWSS (Active/Passive Warning and Survivability System), carico bellico massimo di 13.400 kg ed autonomia di 4.815 km.

## Utilizzatori

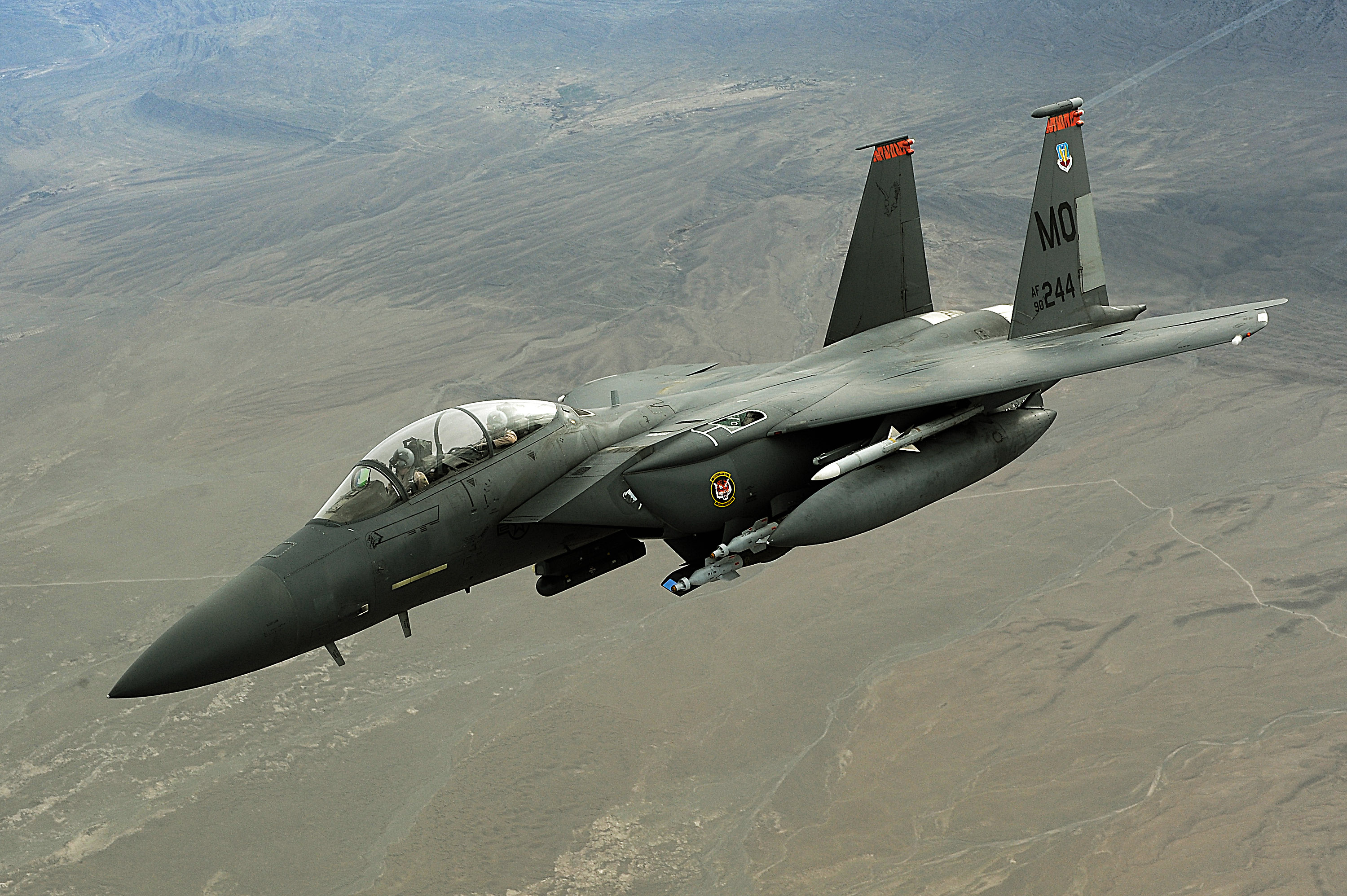
F-15 in pattugliamento; Afghanistan 2008.

Arabia Saudita

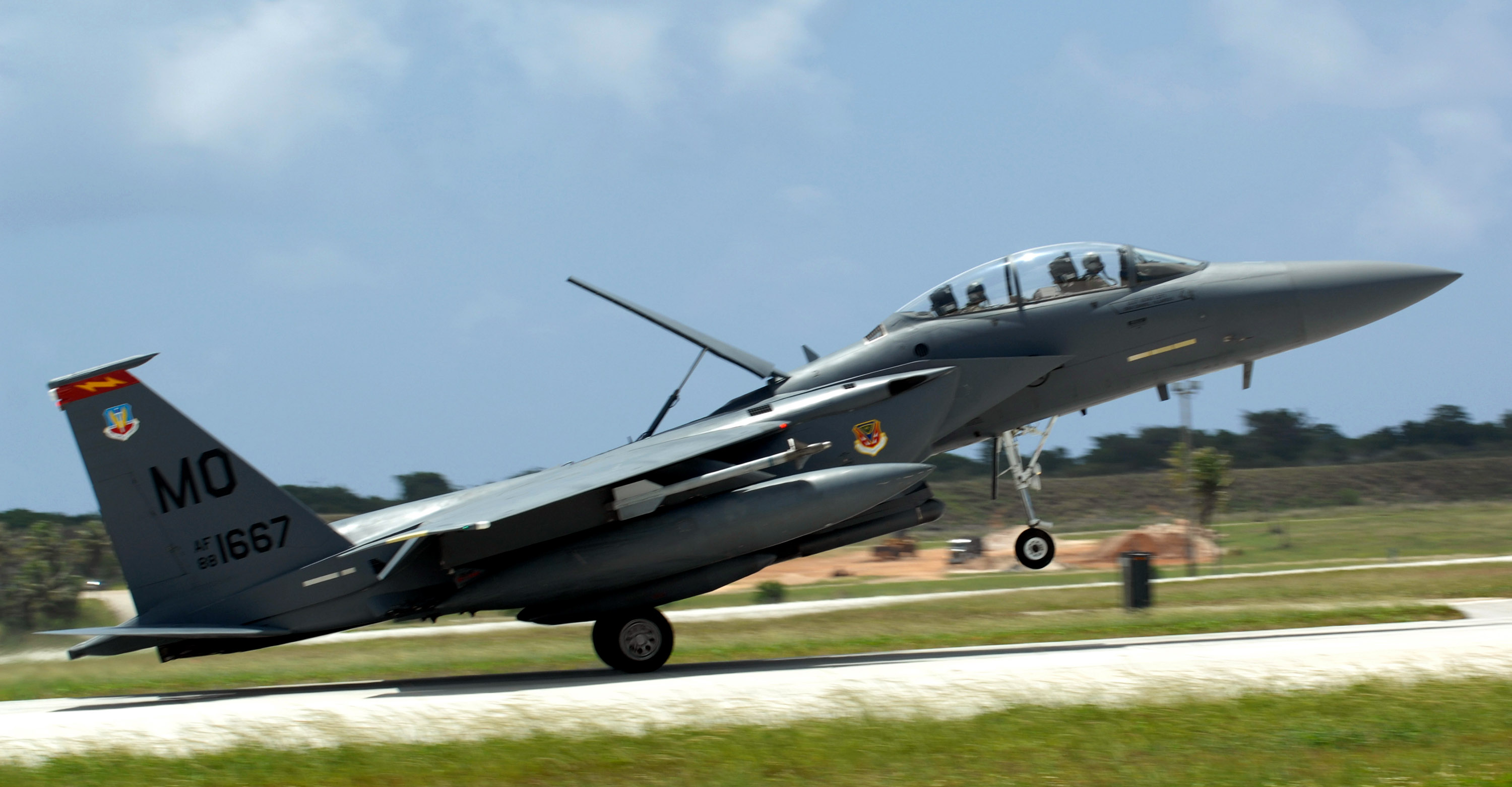
Un F-15E in fase d'atterraggio sulla Andersen AFB. Ben visibile l'aerofreno in estensione.

- Al-Quwwat al-Jawwiyya al-Sa'udiyya

70 F-15S derivati dalla versione F-15E Strike Eagle, seguiti da 84 F-15SA “Saudi Advanced” ordinati nel 2012, ed al cui standard sono stati portati 66 (inizialmente 68, ma due esemplari sono stati persi) dei precedenti F-15S. La consegna degli F-15SA nuovi è terminata a dicembre 2020, mentre quella dei 66 esemplari retrofittati terminerà nel 2026.
 Corea del Sud
- Daehan Minguk Gonggun

Ha ricevuto 61 esemplari, in due ordini di 40 e 21 esemplari di F-15K Slam Eagle. Un esemplare è precipitato il 7 giugno 2006 nel Mare del Giappone. 59 esemplari in servizio al dicembre 2018.
 Israele
- Heyl Ha'Avir

25 F-15I Ra'am consegnati e tutti in servizio al febbraio 2022. Ordine per 25 F-15IA (più 25 in opzione), designazione locale del nuovo F-15EX, annunciato da boeing ad aprile 2023 è stato ufficializzato il 7 novembre 2024,ed aggiornamento dei venticinque F-15I allo stesso standard.
No. 69 "Hammers" Squadron
 Qatar
- Qatar Emiri Air Force

Il 29 settembre 2016 la Casa Bianca ha dato il via libera alla vendita di 72 F-15QA Strike Eagle al Qatar per un valore di 21.1 miliardi di dollari. Il dipartimento di stato americano ha approvato la vendita il 17 novembre 2016. Il 12 giugno 2017 il governo del Qatar ha annunciato di aver firmato il contratto per 36 F-15QA, successivamente portati a 48. Ultimo lotto di 5 velivoli consegnato ad agosto 2023.
 Singapore
- Angkatan Udara Republik Singapura

40 F-15SG ordinati in più tranche tra il 2005, il 2010 e il 2014 con il Programma Peace Carvin V.
 Stati Uniti
- United States Air Force[87]

A settembre 2019, opera con 218 F-15E Strike Eagle.
Air Combat Command
4th Fighter Wing, Seymour Johnson AFB, Carolina del Nord - codice visivo di coda SJ
333nd Fighter Squadron - Equipaggiato con 25 F-15E
334th Fighter Training Squadron - Equipaggiato con 19 F-15E
335th Fighter Squadron - Equipaggiato con 23 F-15E
336th Fighter Squadron - Equipaggiato con 23 F-15E
53rd Wing - Eglin AFB, Florida - codice visivo di coda OT
85th Test and Evaluation Squadron - Equipaggiato con 4 F-15E
422nd Test and Evaluation Squadron - Equipaggiato con 6 F-15E
57th Wing - Nellis AFB, Nevada - codice visivo di coda WA
17th Weapons Squadron - Equipaggiato con 7 F-15E
366th Fighter Wing - Mountain Home AFB, Idaho - codice visivo di coda MO
389th Fighter Squadron - Equipaggiato con 21 F-15E
391st Fighter Squadron - Equipaggiato con 31 F-15E
428th Fighter Squadron - Equipaggiato con F-15SG, Flying Training Unit per la Forza aerea di Singapore
United States Air Forces in Europe
48th Fighter Wing, RAF Lakenheath, Inghilterra - codice visivo di coda LN
492nd Fighter Squadron - Equipaggiato con 28 F-15E
494th Fighter Squadron - Equipaggiato con 28 F-15E
Air Force Materiel Command
96th Test Wing, Eglin Air Force Base, Florida - codice visivo di coda ET
40th Flight Test Squadron - Equipaggiato con 3 F-15E

## Cultura di massa
- Lo Strike Eagle compare tra i velivoli utilizzabili sia nel videogioco Tom Clancy's H.A.W.X.[90] sia nella serie di videogiochi Ace Combat (a partire da Ace Combat: Distant Thunder)[91]. Appare inoltre in Deadly Skies III[92].
- L'aereo è la forma di velivolo dei Decepticon Starscream, Thundercracker e Skywarp nella serie G1 e nei fumetti IDW.